# ダウントン・アビー
『ダウントン・アビー』（ダウントン・アビー、原題：Downton Abbey）は、2010年9月26日から2015年12月25日までイギリスのITVで放送された歴史ドラマ。
ジュリアン・フェロウズによって製作され、カーニヴァル・フィルムズとマスターピースによって共同制作、2011年1月9日にはアメリカ合衆国のPBSでマスターピース・クラシック名作集の一環として放送された。
2015年12月25日に、放送終了（ITV）（全6シーズン、52話）。
なお日本国内で放送された際、スター・チャンネルでは一時期『ダウントン・アビー 〜貴族とメイドと相続人〜』（ダウントン・アビー 〜きぞくとメイドとそうぞくにん〜）の題を用いた後『ダウントン・アビー』と改題された。
NHKでは、『ダウントン・アビー 華麗なる英国貴族の館』（ダウントン・アビー かれいなるえいこくきぞくのやかた）の邦題が使用された。
映画版第1作がイギリスで2019年9月13日、アメリカ合衆国で同年9月20日、日本で2020年1月10日に公開された（詳細は「ダウントン・アビー (映画)」参照）。
映画版第2作『ダウントン・アビー/新たなる時代へ』がイギリスで2022年4月29日、アメリカ合衆国で同年5月20日、日本で同年9月30日に公開された。

## 概要
イギリスでは2010年9月26日からシーズン1の放送が開始され、2015年12月25日にシーズン6をもって終了した（ITV）。通常回の他、シーズンごとの最終回となるクリスマススペシャルを含め、全部で52エピソードが放送された。
ドラマの舞台は1912年から1925年のイギリス、ヨークシャーの架空のカントリー・ハウスである「ダウントン・アビー（Downton Abbey）」で、当時の史実や社会情勢を背景に物語は進む。エドワード朝時代以降の貴族、グランサム伯爵クローリー家とそこで働く使用人たちの生活を描いており、歴史上の出来事が彼らの生活やイギリス社会階層に影響を与える。
各シーズン毎の時代設定は、以下のようになっている。
- シーズン1 - 冒頭では、タイタニック号沈没事故が起きる。
- シーズン2 - 第一次世界大戦や汚職スキャンダルであるマルコーニ事件（英語版）、スペインかぜの流行など。
- シーズン3 - アイルランド独立戦争など。
- シーズン4 - アメリカ政治のスキャンダルであるティーポット・ドーム事件など。
- シーズン5 - 英国史上初の労働党政権となるマクドナルド政権の発足や、アムリットサル事件、ミュンヘン一揆など。
- シーズン6 - 戦間期の労働者階級の台頭を取り上げ、貴族が経済的に逼迫して、領地やカントリー・ハウスを手放し、使用人を解雇し削減せざるをえない状態に追い込まれる情勢が描かれる。
- 映画第1作 - 1927年、イギリス国王ジョージ5世とメアリー王妃夫妻のダウントン・アビー訪問。
- 映画第2作 - 1928年、先代グランサム伯爵夫人ヴァイオレットの南フランスの別荘の遺産相続、ダウントンでのトーキー映画撮影。

「ダウントン・アビー」は、テレビ評論家から称賛を得て、ゴールデングローブ賞テレビドラマ部門作品賞ミニシリーズ・テレビ映画部門やプライムタイム・エミー賞作品賞ミニシリーズ・テレビ映画部門を受賞。ギネス世界記録には、2011年の最も高い評価を受けたイギリスのテレビシリーズとして認められた。プライムタイム・エミー賞の歴史上最も候補を獲得した国際的なテレビシリーズになった（2シーズン後、合計27）。ITVとPBSの両方で最も視聴されたテレビシリーズであり、1981年のテレビシリーズ「情愛と友情」以来、最も成功したイギリスのコスチュームドラマシリーズとなった。第3シーズンでは、世界で最も広く視聴されているテレビドラマ番組の1つになった。
| シーズン | レギュラー シーズン話数 | クリスマス スペシャル | シーズン冒頭の年 (時代設定) |
| -------- | ----------------------- | --------------------- | --------------------------- |
| 1        | 7                       | なし                  | 1912年                      |
| 2        | 8                       | あり                  | 1916年                      |
| 3        | 8                       | あり                  | 1920年                      |
| 4        | 8                       | あり                  | 1922年                      |
| 5        | 8                       | あり                  | 1924年                      |
| 6        | 8                       | あり                  | 1925年                      |
| 映画1    | -                       | -                     | 1927年                      |
| 映画2    | -                       | -                     | 1928年                      |

## あらすじ
| シリーズ   | シリーズ | エピソード     | オリジナル放送期間 | オリジナル放送期間 | 英国視聴者数 (百万) |
| シリーズ   | シリーズ | エピソード     | 放送開始日         | 放送終了日         | 英国視聴者数 (百万) |
| ---------- | -------- | -------------- | ------------------ | ------------------ | ------------------- |
|            | 1        | 7              | 2010年9月26日      | 2010年11月7日      | 9.70                |
|            | 2        | 8              | 2011年9月18日      | 2011年11月6日      | 11.68               |
| スペシャル | 2        | 2011年12月25日 | 2011年12月25日     |                    | 11.68               |
|            | 3        | 8              | 2012年9月16日      | 2012年11月4日      | 11.91               |
| スペシャル | 3        | 2012年12月25日 | 2012年12月25日     |                    | 11.91               |
|            | 4        | 8              | 2013年9月22日      | 2013年11月10日     | 11.84               |
| スペシャル | 4        | 2013年12月25日 | 2013年12月25日     |                    | 11.84               |
|            | 5        | 8              | 2014年9月21日      | 2014年11月9日      | 10.40               |
| スペシャル | 5        | 2014年12月25日 | 2014年12月25日     |                    | 10.40               |
|            | 6        | 8              | 2015年9月20日      | 2015年11月8日      | 10.42               |
| スペシャル | 6        | 2015年12月25日 | 2015年12月25日     |                    | 10.42               |

イギリスのイングランド北東部、ヨークシャーのダウントン村にあるカントリー・ハウス「ダウントン・アビー」。その所有主のロバート・クローリーは、グランサム伯爵でありクローリー家の当主である。彼には先代グランサム伯爵夫人である母バイオレット、アメリカ人富豪の娘である妻コーラ、妻との間に誕生した長女のメアリー、次女のイーディス、三女のシビルの三人の娘がいる。当時の法律（イングランド法）では、最近縁の男系(父系)男子一人のみに爵位と財産の全てを相続させる「限嗣相続制」が定められていたため、ロバートの後継者はいとこのジェームズであり、女性の相続権が認められないために娘たちは爵位も財産も継ぐことはできなかった。そこで長女のメアリーはジェームズの一人息子パトリックと婚約し、財産と爵位は子孫が継承する予定であった。

### シーズン1 (2010年)
1912年春、「タイタニック号沈没事故によって、ジェームズとパトリックが死亡した」との一報がダウントン・アビーに届く。グランサム伯爵家の財産と爵位は、次位の相続人である、中流階級出身で遠縁の青年弁護士、マシュー・クローリーが継承することになる。突然の報を受けて、母親のイザベルとともにダウントン村へ渋々移住したマシューは、初めのうちこそ貴族の風習に反発を覚え、これまでの生活を変えず、家督の相続も回避しようとする。しかし、マシューは、当主としての職務を全うしようと努める伯爵ロバートの人柄に触れ、領地管理の仕事に携わる中で考えを改め、また、気位の高いメアリーとも惹かれあって行く。
クローリー家の人々が相続を巡って慌ただしく動いていた頃、ダウントン・アビーの使用人たちの間にも新たな動きが生じる。ボーア戦争のときにロバートの従卒を務めた元軍人のベイツが使用人として雇用され、従者に任じられたことがその引き金となる。ベイツは執事のカーソンやメイド長のアンナと信頼を育み、第一下僕のトーマスや侍女のオブライエンと反目する。
マシューはメアリーに求婚するが、コーラが第4子を妊娠したために後継問題は複雑になり、メアリーは返事を引き延ばす。結局、コーラは不慮の事故により流産するが、メアリーの態度に不信感を抱いたマシューはダウントンを離れ、イギリス陸軍に志願入隊する。1914年8月5日、ダウントン・アビーでガーデン・パーティーが行われる最中、イギリスとドイツの間で戦争（第一次世界大戦）が開始したとの一報が届く。

### シーズン2 (2011年)

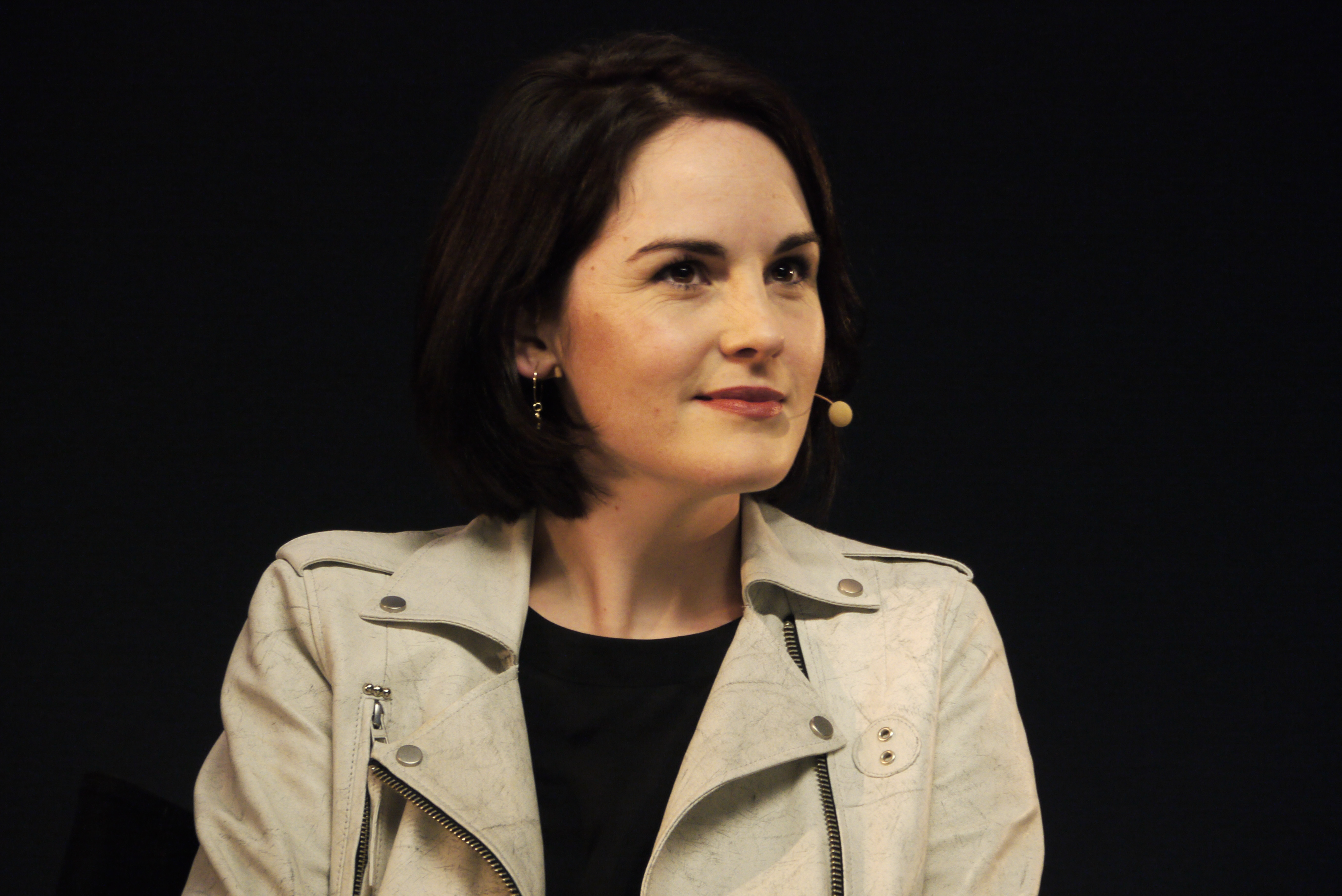
グランサムの長女であるレディ・メアリー・クローリーを演じたミシェル・ドッカリー。

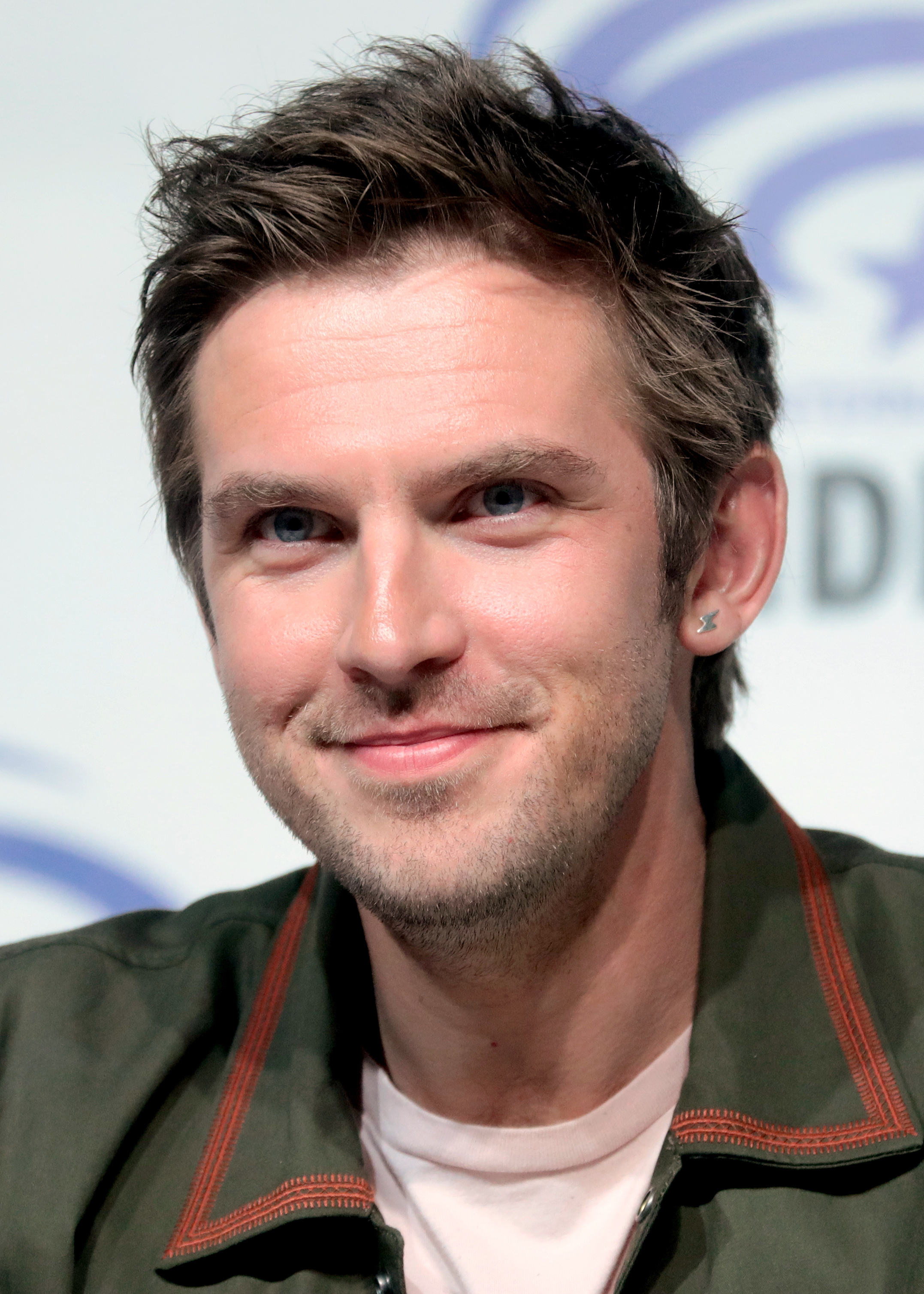
マシュー・クローリーを演じたダン・スティーヴンス。

1916年、戦争（第一次世界大戦）は長期化していた。マシューは、医療隊に志願していた下僕のトーマスと、ソンムの戦いの戦場で再会する。三女のシビルは看護婦として傷病兵の世話をする。マシューが弁護士の娘ラヴィニアと婚約する一方、メアリーはマシューへの思いが捨てられないまま、新聞社主のリチャードと婚約する。ベイツはアンナと恋仲になるが、別居した妻から、メアリーの醜聞を種に脅迫されてダウントンを去る。メアリーはリチャードの力で醜聞を抑え込む。シビルはアイルランド出身の運転手ブランソンと恋に落ちて結婚を宣言し、家族を驚かせる。出征していた第二下僕のウィリアムは戦闘で重傷を負い、瀕死の床で厨房メイドのデイジーと結婚する。マシューは戦場で受けた負傷により下半身不随となるが、奇跡的に回復する。1918年11月、戦争が終結した直後、スペインかぜが流行してラヴィニアの命を奪う。トーマスは人手不足となったダウントンに復帰する。ベイツはアンナと結婚するが、元妻が変死したため、殺人罪で逮捕されて死刑判決を受ける。1920年、メアリーはマシューと婚約し、ベイツは終身刑に減刑される。

### シーズン3 (2012年)

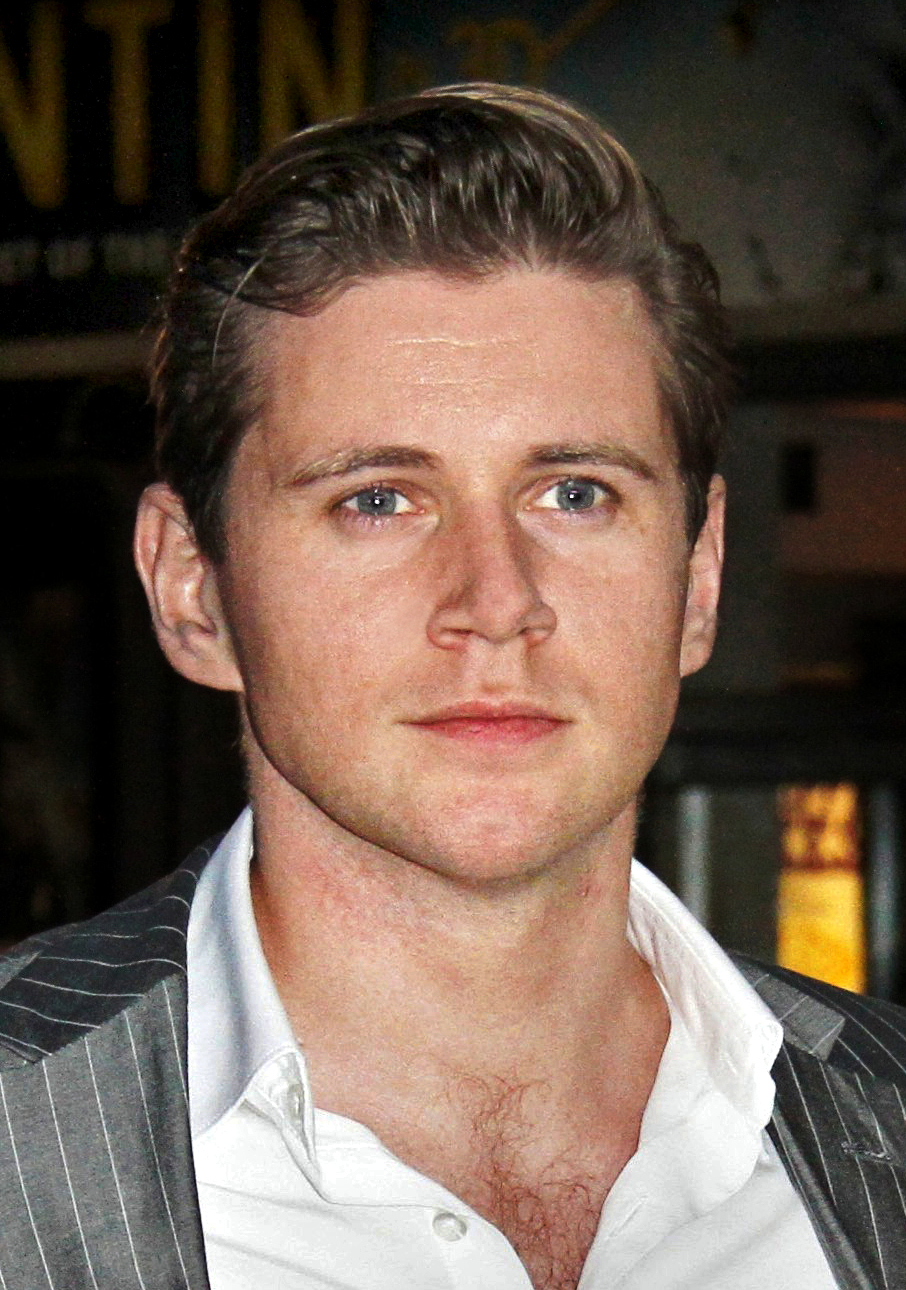
クローリー家に婿入りした運転手のトム・ブランソンを演じたアレン・リーチ。

1920年、メアリーとマシューは結婚する。シビルを同伴させてアイルランドに帰国していたブランソンは、アイルランド独立戦争の最中に貴族の館の放火容疑をかけられる。伯爵の尽力により逮捕は回避されるが、帰国が不可能となり、シビルと共にダウントンに居住し始める。次女イーディスは父親より年上の男と婚約するが、結婚式で花婿に逃げられる。伯爵ロバートは無謀な投資で妻コーラの持参金を失い、ダウントンは財政危機に見舞われる。マシューが亡き婚約者ラヴィニアの父親から相続した財産を投じて危機を逃れ、財産の半分を所有することになる。シビルは妊娠しブランソンとの間に第1子の女児をもうけるが、出産の直後に子癇で突然死を遂げる。ブランソンは誕生したばかりの娘と共にダウントンに留まり、マシューと領地の管理を行うことになる。ベイツは妻アンナの助力により無実の証拠を得て釈放される。同性愛者（ゲイ）であるトーマスは男色の罪で逮捕されそうになり、ベイツの尽力で逃れる。メアリーは第1子の男児を出産するが、自動車を運転していたマシューが交通事故で突如、死亡する。

### シーズン4 (2013年)

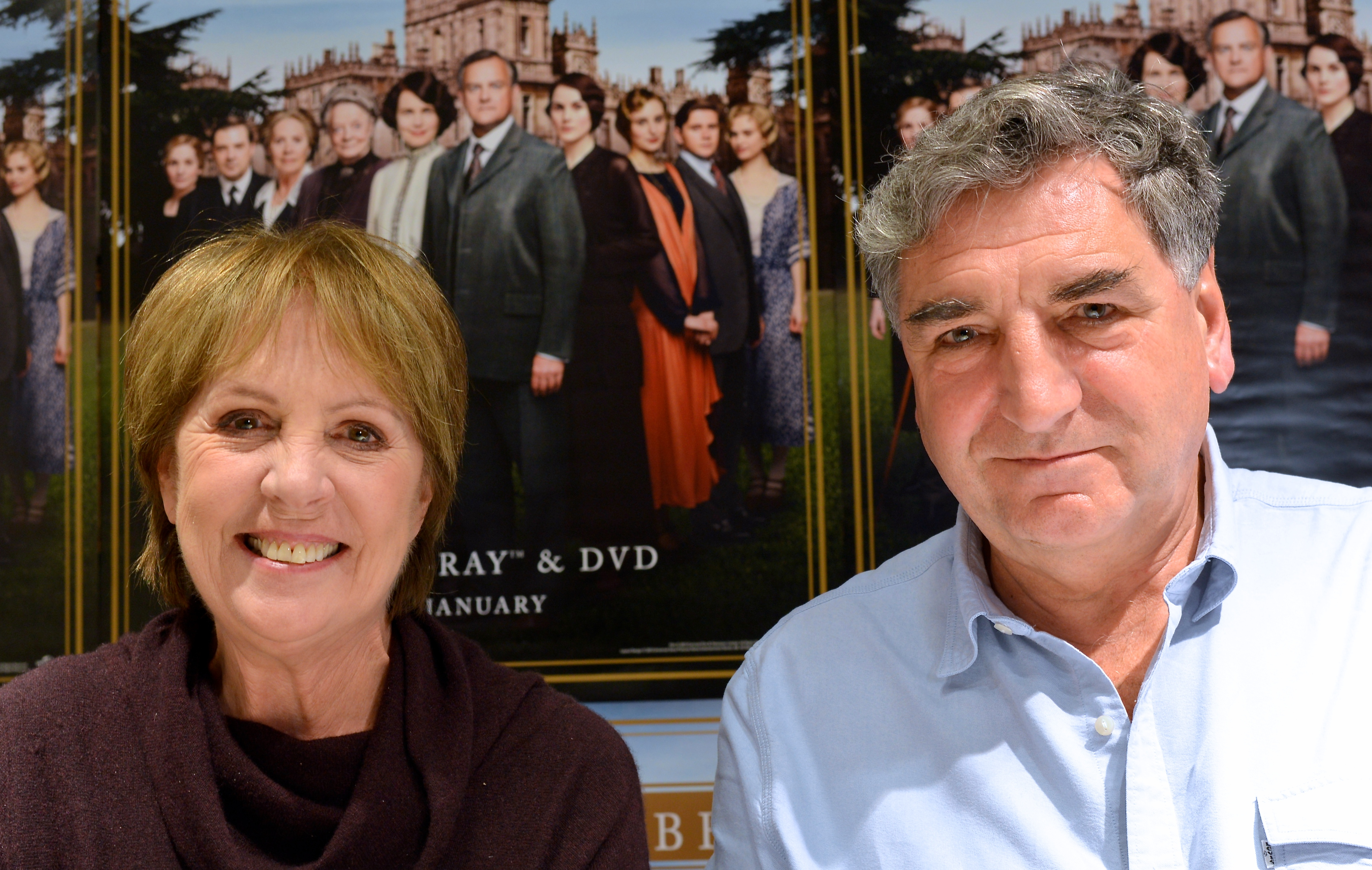
イザベル・クローリーを演じたペネロープ・ウィルトン（左）と執事のカーソンを演じたジム・カーター。

1922年、マシューの死から半年が経っている。メアリーはマシューの死を嘆いて殻に閉じこもるが、執事のカーソンの助言で立ち直る。マシューの遺言状が発見され、息子が成人するまでマシューの所有分の領地の管理はメアリーに任される。メアリーはブランソンの助けで領地の経営に参加する。メアリーには、ギリンガム卿とチャールズ・ブレイクの二人の求婚者が現れる。イーディスは既婚者のグレッグソンと交際関係を深めて妊娠する。だがグレッグソンはドイツで失踪し、イーディスは秘密裏にスイスで娘を出産して養子に出す。ロバートの従姉妹の娘のローズがダウントンに同居し始め、奔放な行動で周囲を心配させる。マシューの執事兼従者であったモールズリーは失職した後に伯爵の下僕として再雇用され、侍女のオブライエンは退職しダウントンを退去する。アンナはギリンガム卿の従者であるグリーンから暴行を受けるが、夫ベイツが暴行犯に復讐することを恐れて沈黙する。アンナに避けられるようになったベイツは真相を知り、暴行犯は不自然な死を遂げる。コーラの侍女となった元メイドのエドナが再びブランソンに言い寄るが、家政婦長のヒューズに解雇される。1923年夏、ローズの社交界デビュー（王宮で初めて国王夫妻に謁見する儀式とその披露パーティー）のため、クローリー家と使用人のほとんどはロンドンのグランサム・ハウス（タウンハウス）に滞在する。

### シーズン5 (2014年)

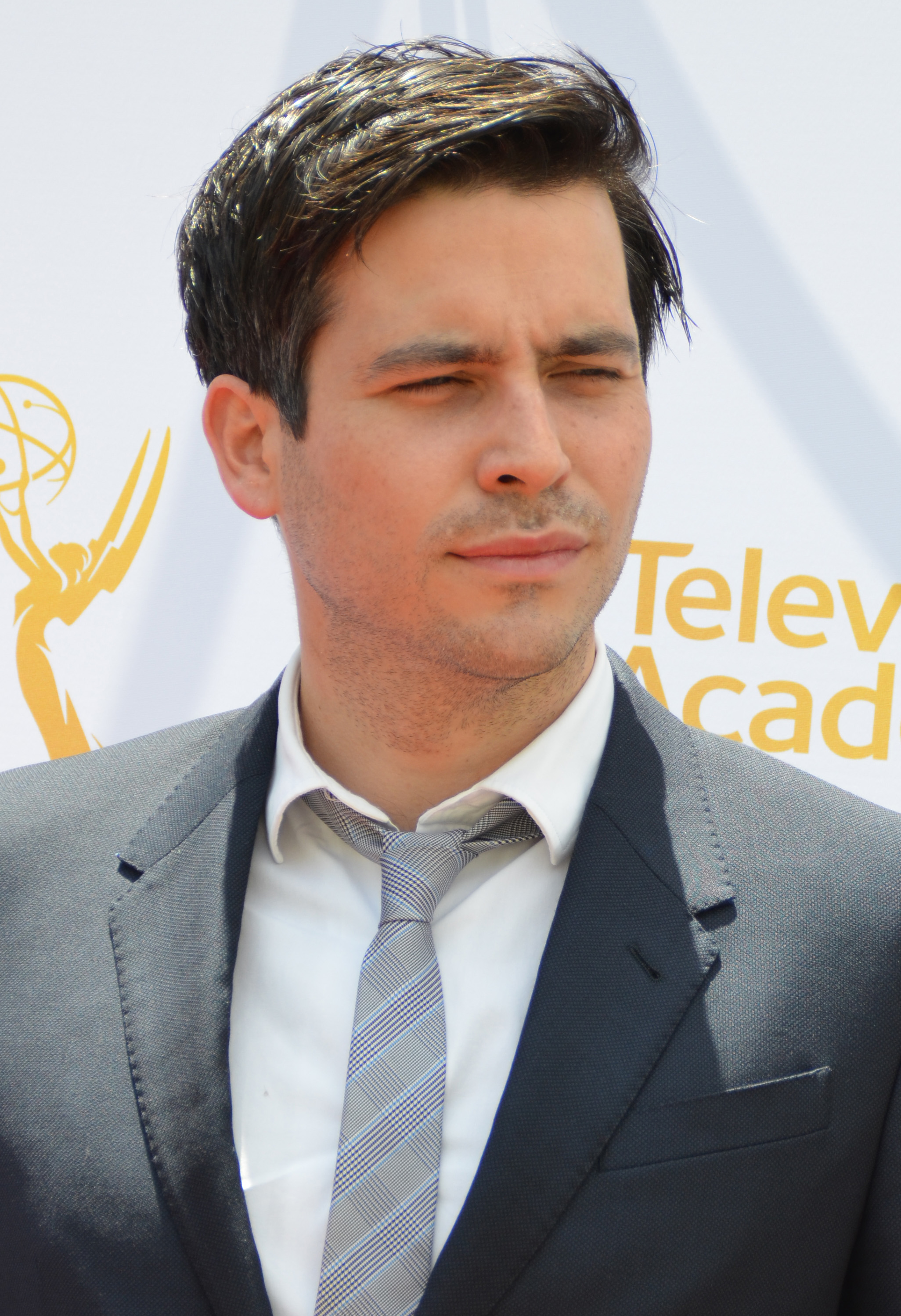
第一従僕から執事になったトーマス・バローを演じたロブ・ジェームズ＝コリアー。

1924年、ブランソンは社会主義者の女性教師バンティングと親交を深める。料理人助手のデイジーは、形式的に結婚した亡きウィリアムの父メイソン氏から、将来的に農場を相続するよう頼まれたため、バンティングの指導で勉強を始め、社会や政治に関心を持つ。執事のカーソンはダウントンの村人から、戦争記念碑建立の委員長就任を求められる。料理人のパットモアは、相続した遺産で家を買い、引退後には宿屋の経営を計画する。この計画に刺激を受けたカーソンとヒューズは、宿屋共同経営のための家を探す中でお互いの気持ちを知り、結婚の約束をする。警察は謎の死を遂げたグリーン殺人容疑でアンナを逮捕する。アンナを釈放するため、ベイツは偽の自白をして逃亡するが、侍女のバクスターと下僕のモールズリーが尽力してベイツの無実を証明する。メアリーはギリンガム卿とリバプールのホテルで一週間を過ごすが、求婚を断る。バイオレットはロシアから亡命した元恋人のクラーギン公爵の行方不明の妻を探し出す。イザベルはマートン男爵に求婚され一度は承諾するが、卿の息子たちの反発を受けて断る。ローズはシンダービー卿の息子アティカスと親しくなる。アティカスがユダヤ人であるためにローズの母は反対するが、二人はロンドンで結婚式を挙げる。グレッグソンの死が確認されてイーディスは出版社を相続し、娘のマリゴールドを養女とする。ブランソンは娘のシビルを連れて、アメリカ合衆国にいる従兄のもとに移住する。

### シーズン6 (2015年)

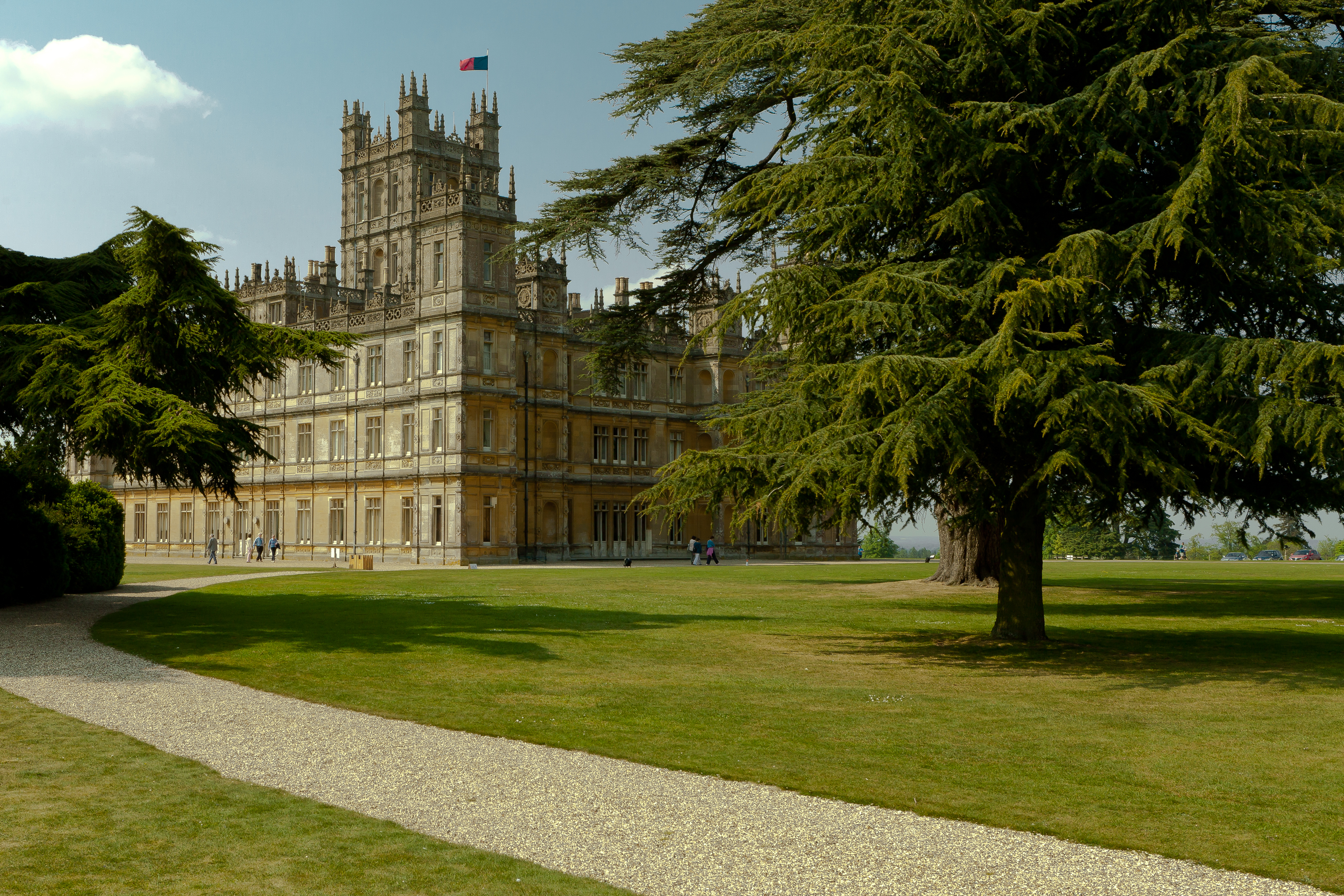
ダウントン・アビーとして使用されたハイクレア・カースル

1925年、制度や社会情勢の変化で多くの貴族の財政が破綻する中、クローリー伯爵家も使用人の削減を検討し、副執事のトーマスは新たな職を探す。モールズリーは辞職して小学校の教職に就く。イーディスは出版社の経営に深く関わるようになる。デイジーと下僕のアンディーはメイソンの農場を手伝ううちに愛しあうようになる。バイオレットとイザベルは地元の病院の買収を巡って争い、コーラがイザベルの味方につく。グリーンの殺人事件は解決し、アンナは不育症治療を受けて妊娠する。カーソンとヒューズの結婚を皆で祝っているところにブランソンが娘を連れて戻り、再びダウントンに住む。イザベルはマートン男爵と結婚する。メアリーは地位も財産もないカーレーサーのヘンリーと結婚する。イーディスの交際相手のバーティーが親戚の侯爵位を継ぐことになり、大晦日に結婚式が行われる。カーソンは引退し、トーマスが後の執事を引き継ぐ。アンナが無事に第1子の男児を出産する。

## キャスト・登場人物
「俳優」欄のカッコ内は、日本語吹き替え声優。

### メインキャスト

#### クローリー家
| 役名                     | 俳優                                            | 役柄                                                                                 | 出演 |
| ------------------------ | ----------------------------------------------- | ------------------------------------------------------------------------------------ | ---- |
| ロバート・クローリー     | ヒュー・ボネヴィル （玉野井直樹）               | グランサム伯爵およびダウントン子爵、陸軍少佐、北ヨークシャー州統監、クローリー家当主 | 1-   |
| コーラ・クローリー       | エリザベス・マクガヴァーン （片貝薫）           | グランサム伯爵夫人およびダウントン子爵夫人、ロバートの妻。アメリカの富豪の娘         | 1-   |
| メアリー・クローリー     | ミシェル・ドッカリー （甲斐田裕子）             | 伯爵の長女。後にマシュー・クローリーの妻。さらに後ヘンリー・タルボットの妻           | 1-   |
| イーディス・クローリー   | ローラ・カーマイケル （坂井恭子）               | 伯爵の次女。後にバーティー・ペラムの妻                                               | 1-   |
| シビル・クローリー       | ジェシカ・ブラウン・フィンドレイ （うえだ星子） | 伯爵の三女。後にトム・ブランソンの妻                                                 | 1-3  |
| バイオレット・クローリー | マギー・スミス （一城みゆ希）                   | 先代伯爵夫人。ロバートの母                                                           | 1-   |
| マシュー・クローリー     | ダン・スティーヴンス （佐藤拓也）               | 伯爵の遠縁の親戚、弁護士、陸軍大尉、伯爵の相続人                                     | 1-3  |
| イザベル・クローリー     | ペネロープ・ウィルトン （水野ゆふ）             | マシューの母、元看護婦                                                               | 1-   |
| ローズ・マクレア         | リリー・ジェームズ （下山田綾華）               | 伯爵の従妹スーザンの末娘                                                             | 3-   |
| トム・ブランソン         | アレン・リーチ （星野健一）                     | アイルランド出身の運転手。後に三女シビルの夫                                         | 1-   |

#### 使用人
| 役名                   | 俳優                                  | 役柄 | 出演 |
| ---------------------- | ------------------------------------- | --- | ---- |
| チャーリー・カーソン   | ジム・カーター （中村浩太郎）         | 執事 | 1–   |
| エルシー・ヒューズ     | フィリス・ローガン （沢田泉）         | 家政婦長 | 1–   |
| ジョン・ベイツ         | ブレンダン・コイル （谷昌樹）         | 伯爵付の従者、ボーア戦争時の伯爵の元従卒 | 1–   |
| サラ・オブライエン     | シボーン・フィネラン （山本留里佳）   | 伯爵夫人付の侍女、後にフリントシャー侯爵夫人付きの侍女                                                                                               | 1–3  |
| トーマス・バロー       | ロブ・ジェームズ＝コリアー （三上哲） | 第一下僕。第2シーズンで従者。第3シーズンで副執事、第6シーズンで執事になる。 第一次大戦中は医療部隊に志願し、クラークソン軍医の部下として軍務につく。 | 1–   |
| アンナ・スミス         | ジョアン・フロガット （衣鳩志野）     | メイド長。後に侍女。また、後にベイツの妻。 | 1–   |
| ベリル・パットモア     | レズリー・ニコル （美々）             | 料理長 | 1–   |
| デイジー・メイソン     | ソフィー・マックシェラ （中司ゆう花） | 厨房メイド、のちに料理人助手。後にウィリアムの妻。                                                                                                   | 1–   |
| ウィリアム・メイソン   | トーマス・ハウズ （茂木たかまさ）     | 第二下僕、のちに戦傷を負い死の床でデイジーと結婚。                                                                                                   | 1–2  |
| グウェン               | ローズ・レスリー （鈴木美穂）         | メイド。後に辞職して秘書となる | 1, 6 |
| エセル・パークス       | エイミー・ナトール （行成とあ）       | メイド。軍人と関係を持ち解雇。後にイザベル付の家政婦長兼料理人                                                                                       | 2–3  |
| ジョセフ・モールズリー | ケヴィン・ドイル （池田ヒトシ）       | マシュー付の執事兼従者、のちに下僕 | 1-   |
| アルフレッド           | マット・ミルン （千野智史）           | 下僕、オブライエンの甥。後に辞職してホテル料理人 | 3–4  |
| ジミー（ジェームズ）   | エドワード・スペリーアス （中林俊史） | 下僕 | 3–5  |
| アイビー               | カーラ・テオボルド （矢元亜実）       | 厨房メイド | 3–4  |
| フィリス・バクスター   | ラクエル・キャシディ （森本73子）     | 伯爵夫人付の侍女 | 4-   |
| アンディー             | マイケル・C・フォックス （虎島貴明）  | 下僕、のちにデイジーの恋人。 | 5-   |

#### その他
| 役名                                   | 俳優                          | 役柄                                                     | 出演 |
| -------------------------------------- | ----------------------------- | -------------------------------------------------------- | ---- |
| クラークソン医師                       | デヴィッド・ロブ （板取政明） | ダウントン村の医師                                       | 1–   |
| アンソニー・フォイル（ギリンガム子爵） | トム・カレン （稲垣拓哉）     | メアリーの幼馴染で求婚者                                 | 4-5  |
| ヘンリー・タルボット                   | マシュー・グッド （祐仙勇）   | カーレーサーでメアリーの求婚者。レディ・シャクルトンの甥 | 5-   |

### ゲスト・リカーリング
| 役名                                       | 俳優                                        | 備考                                                                                   | 出演   |
| ------------------------------------------ | ------------------------------------------- | -------------------------------------------------------------------------------------- | ------ |
| ジェームズ・クローリー                     | －                                          | 伯爵のいとこ、伯爵の当初の相続人                                                       |        |
| パトリック・クローリー                     | －                                          | ジェームズの息子、メアリーの当初の婚約者                                               |        |
| ロザムンド・ペインズウィック               | サマンサ・ボンド （茜部真弓）               | バイオレットの娘で、ロバートの妹、富豪の未亡人                                         | 1-     |
| ジョージ・マレー                           | ジョナサン・コイ                            | 伯爵の顧問弁護士                                                                       | 1-3, 5 |
| ドレイク                                   | ファーガス・オドネル                        | 伯爵領の小作人でイーディスの助けを得る                                                 | 1–2    |
| ドレイク夫人                               | キャシー・サラ                              | ドレイクの妻                                                                           | 1–2    |
| バード                                     | クリスティン・ローア                        | イザベラとマシュー付の料理人                                                           | 1–3    |
| テイラー                                   | ライオネル・グイエット                      | お抱え運転手                                                                           | 1      |
| リンチ                                     | アンドリュー・ウエストフィールド            | 馬丁                                                                                   | 1      |
| イブリン・ネイピア                         | ブレンダン・パトリックス （S4, 6 菊池康弘） | メアリーの求婚者、ブランクサム子爵の後継ぎ                                             | 1,4    |
| ケマル・パムク                             | テオ・ジェームズ                            | オスマン帝国の外交官                                                                   | 1      |
| クロウボロー公爵                           | チャーリー・コックス                        | メアリーの求婚者、トーマスの元愛人                                                     | 1      |
| チャールズ・グリッグ                       | ニッキー・ヘンソン                          | カーソンの困窮する古い知り合い                                                         | 1, 4   |
| ジョー・バーンズ                           | ビル・フェロウズ                            | 家政婦長ヒューズの元求婚者                                                             | 1      |
| サー・アンソニー・ストララン               | ロバート・バサースト                        | ロバートの友人でイーディスの求婚者                                                     | 1-3    |
| ウィリアム・モールズリー                   | バーナード・ギャラガー                      | ジョセフの父                                                                           | 1, 3-4 |
| アルバート・トラヴィス師                   | マイケル・コクレイン                        | 伯爵領の牧師                                                                           | 2-3, 6 |
| ヘンリー・ラング                           | カル・マカニンク （居谷四郎）               | 伯爵付の従者。ベイツの後任者。PTSDに苦しむ                                             | 2      |
| マリゴールド・ショア                       | シャロン・スモール                          | ロザムンドの侍女、ロザムンドの求婚者ヘプワース卿と関係を持つ                           | 2      |
| ジェーン                                   | クレア・カルブレイス （斎藤恵理）           | メイド。戦争未亡人                                                                     | 2      |
| ラビニア・スワイヤー                       | ゾーイ・ボイル （中原日菜）                 | マシューの婚約者                                                                       | 2      |
| サー・リチャード・カーライル               | イアン・グレン （志賀麻登佳）               | 新聞社のオーナーで、メアリーの婚約者                                                   | 2      |
| ヴェラ・ベイツ                             | マリア・ドイル・ケネディ （瑚海みどり）     | ベイツの妻                                                                             | 2      |
| コートニー中尉                             | ラクラン・ニーボア                          | 失明した傷痍軍人                                                                       | 2      |
| ブライアント少佐                           | ダニエル・ピリー                            | エセルと関係を持つ傷痍軍人                                                             | 2      |
| ゴードン少佐                               | トレヴァー・ホワイト                        | 顔を負傷し、パトリック・クローリーを称するカナダ軍の将校                               | 2      |
| メイソン氏                                 | ポール・コプリー                            | ウィリアムの父。伯爵の小作人                                                           | 2-6    |
| ブライアント氏                             | ケヴィン・マクナリー                        | ブライアント少佐の父                                                                   | 2-3    |
| ブライアント夫人                           | クリスチャン・マッキー                      | ブライアント少佐の母                                                                   | 2-3    |
| ヘプワース卿                               | ナイジェル・ヘイヴァース                    | ロザムンドに求婚する貴族                                                               | 2      |
| マーサ・レヴィンソン                       | シャーリー・マクレーン （沢田敏子）         | コーラの母、アメリカ在住の富豪                                                         | 3, 4   |
| リード                                     | ルシル・シャープ （三井美代子）             | マーサのメイド                                                                         | 3      |
| サー・フィリップ・タプセル                 | ティム・ピゴット＝スミス                    | ロンドンの著名な産婦人科医                                                             | 3      |
| キーラン・ブランソン                       | ルーリー・コナハン                          | トム・ブランソンの兄                                                                   | 3      |
| マイケル・グレッグソン                     | チャールズ・エドワーズ                      | 新聞の編集者、イーディスの恋人                                                         | 3-4    |
| ヒュー・"シュリンピー"・マクレア           | ピーター・イーガン （浦山迅）               | スコットランド貴族フリントシャー侯爵、外務省勤務、後にインド総督、ローズの父           | 3, 6   |
| スーザン・マクレア                         | フィービー・ニコルス （土門敬子）           | フリントシャー侯爵夫人、バイオレットの姪、ローズの母                                   | 3      |
| マックリー                                 | ロン・ドナチー                              | フリントシャー侯爵の執事                                                               | 3      |
| ジョス・タフトン                           | ジョン・ヘンショー （島田岳洋）             | 食料品店主でパットモアの求婚者                                                         | 3      |
| ジャーヴィス                               | テレンス・ハーヴェイ                        | ロバートの父の代から仕えるダウントンの領地管理人                                       | 3      |
| リチャード・グレイ                         | ダグラス・ライス （及川ナオキ）             | マートン男爵、伯爵家の友人でイザベルの求婚者、のちに夫。                               | 3-6    |
| ローレンス・"ラリー"・グレイ               | チャーリー・アンソン                        | マートン男爵の長男                                                                     | 3,5-   |
| エドナ・ブレイスウェイト                   | ミアナ・バーニング （山中まどか）           | メイド、ブランソンと関係を持つ。後に伯爵夫人付の侍女                                   | 3-4    |
| シビル・ブランソン（シビー）               | －                                          | トム・ブランソンとシビル・クローリーの娘                                               | 3-     |
| ジョージ・クローリー                       | －                                          | マシュー・クローリーとメアリー・クローリーの息子                                       | 3-     |
| セプティマス・スプラット                   | ジェレミー・スウィフト （島田岳洋）         | バイオレットの執事                                                                     | 4-     |
| グラディス・デンカー                       | スー・ジョンストン （伊沢磨紀）             | バイオレットの侍女                                                                     | 5-     |
| ヴァージニア・ウルフ                       | クリスティーナ・カーティー                  | 小説家                                                                                 | 4      |
| デイム・ネリー・メルバ                     | キリ・テ・カナワ                            | オーストラリア出身の著名な歌手                                                         | 4      |
| サー・ジョン・ブロック                     | アンドリュー・アレクサンダー                | パーティーの招待客                                                                     | 4      |
| アレックス・グリーン                       | ナイジェル・ハーマン （平修）               | ギリンガム子爵の従者                                                                   | 4      |
| テレンス・サンプソン                       | パトリック・ケネディ                        | パーティの客でカードの名手                                                             | 4      |
| チャールズ・ブレイク                       | ジュリアン・オヴェンデン （玉木雅士）       | 大規模領地に関する政府調査員でネイピアの上司、メアリーの求婚者、富裕な准男爵家の世継ぎ | 4-5    |
| ジャック・ロス                             | ゲイリー・カー                              | ロンドンのジャズ・バーの黒人歌手                                                       | 4      |
| ハロルド・レヴィンソン                     | ポール・ジアマッティ （後藤哲夫）           | コーラの弟、アメリカ在住                                                               | 4      |
| サラ・バンティング                         | デイジー・ルイス （合田絵利）               | 女教師                                                                                 | 4-5    |
| 英国皇太子（エドワード王子）               | オリヴァー・ディムズデイル                  | 後のエドワード8世                                                                      | 4      |
| フリーダ・ダドリー・ウォード               | ジャネット・モンゴメリー                    | 皇太子の愛人                                                                           | 4      |
| 英国王ジョージ5世                          | ガイ・ウィリアムズ                          | 英国王にしてインド皇帝                                                                 | 4      |
| マデリン・オルソップ                       | ポピー・ドレイトン （渡辺広子）             | ローズの友人                                                                           | 4      |
| ウィリアム・オルソップ（エイスガース男爵） | ジェームズ・フォックス                      | マデリンの父                                                                           | 4      |
| ティモシー・ドリュー                       | アンドリュー・スカボロー （山本格）         | マリゴールドの養父、小作人                                                             | 4-     |
| レディ・シャクルトン                       | ハリエット・ウォルター                      | バイオレットの友人、ヘンリー・タルボットの叔母                                         | 4-     |
| マリゴールド・クローリー                   | －                                          | マイケル・グレッグソンとイーディス・クローリーの私生児の娘                             | 5-     |
| マーギー・ドリュー                         | エマ・ロウンデス                            | ティモシーの妻                                                                         | 5      |
| サイモン・ブリッカー                       | リチャード・E・グラント （ふくまつ進紗）    | ブレイクの友人で美術史家                                                               | 5      |
| ニコライ・ロストフ伯爵                     | Christopher Rozycki                         | ロシアからの亡命貴族                                                                   | 5      |
| クラーギン公爵                             | ラデ・シェルベッジア （ふくまつ進紗）       | ロシアからの亡命貴族、バイオレットの元恋人                                             | 5      |
| メイベル・レイン・フォックス               | キャサリン・ステッドマン （川名敦子）       | ギリンガム卿の元婚約者                                                                 | 5      |
| アティカス・オルドリッジ                   | マット・バーバー （古屋家臣）               | シンダービー卿の息子、ローズ・マクレアの求婚者、後に夫                                 | 5-     |
| ダニエル・オルドリッジ（シンダービー卿）   | ジェームズ・フォークナー                    | アティカスの父、最近貴族に徐されたロシア・ユダヤ系の有力者                             | 5      |
| レイチェル・オルドリッジ                   | ペニー・ダウニー                            | アティカスの母                                                                         | 5      |
| ストーウェル                               | アラン・アームストロング                    | シンダービー卿の執事                                                                   | 5      |
| バーティー・ペラム                         | ハリー・ハッデン＝ペイトン                  | ブランカスター城の管理人、後にヘクサム侯爵                                             | 5-     |
| イリーナ・クラーギン                       | ジェイン・ラポテア                          | クラーギン公爵夫人                                                                     | 5      |
| ダイアナ・クラーク                         | アリス・パッテン                            | シンダービー卿の愛人                                                                   | 5      |
| サー・ジョン・ダーンリー                   | エイドリアン・ルキス                        | 伯爵家の隣人、メイソンの地主                                                           | 6      |
| ネヴィル・チェンバレン                     | Rupert Frazer                               | 保健大臣                                                                               | 6      |
| アメリア・クルークシャンク                 | Phoebe Sparrow （渡辺広子）                 | マートン男爵の長男ラリーの婚約者、のちに妻                                             | 6      |
| ローラ・エドムンズ                         | アントニア・バーナス                        | イーディスが雇う女性編集者                                                             | 6      |

### クローリー家を中心とした家系図
本作の舞台は、ヨークシャーのカントリー・ハウスであるダウントン・アビーであり、グランサム伯爵夫妻とその3人の娘たち、その他の家族が住んでいる邸宅である。各シリーズでは、国王ジョージ5世の在位下の貴族であるクローリー家と彼らの友人たちや使用人たちの日常が描かれる。
   はクローリー家出身者。太字はドラマ登場人物を表す。姓および生死はシーズン5終了時のもの。
|                                   |                                   |                                   |                                   |                                   |                                   |                               |                               |                      |                      |                      |                      |                      |                      |                             |                             |                               |                               |                               |                               |                               |                               | 第3代グランサム伯爵 (故人)   | 第3代グランサム伯爵 (故人)   | 第3代グランサム伯爵 (故人)   | 第3代グランサム伯爵 (故人)   | 第3代グランサム伯爵 (故人)   | 第3代グランサム伯爵 (故人)   |                            |                            | 第3代グランサム伯爵夫人 (故人) | 第3代グランサム伯爵夫人 (故人) | 第3代グランサム伯爵夫人 (故人)                        | 第3代グランサム伯爵夫人 (故人)                        | 第3代グランサム伯爵夫人 (故人)                        | 第3代グランサム伯爵夫人 (故人)                        |                                                       |                                                       |                                |                                |                                          |                                          |                                          |                                          |                                          |                                          |                  |                  |                                                               |                                                               |                                                               |                                                               |                                                               |                                                               |                                                    |                                                    |                                                    |                                                    |                                                    |                                                    |                                 |                                 |                          |                          |                          |                          |                          |                          |                                                       |                                                       |                                                       |                                                       |                                                       |                                                       |                                             |                                             |                                           |                                           |                                           |                                           |                                           |                                           |                    |                    |                    |                    |                    |                    |  |  |
|                                   |                                   |                                   |                                   |                                   |                                   |                               |                               |                      |                      |                      |                      |                      |                      |                             |                             |                               |                               |                               |                               |                               |                               | 第3代グランサム伯爵 (故人)   | 第3代グランサム伯爵 (故人)   | 第3代グランサム伯爵 (故人)   | 第3代グランサム伯爵 (故人)   | 第3代グランサム伯爵 (故人)   | 第3代グランサム伯爵 (故人)   |                            |                            | 第3代グランサム伯爵夫人 (故人) | 第3代グランサム伯爵夫人 (故人) | 第3代グランサム伯爵夫人 (故人)                        | 第3代グランサム伯爵夫人 (故人)                        | 第3代グランサム伯爵夫人 (故人)                        | 第3代グランサム伯爵夫人 (故人)                        |                                                       |                                                       |                                |                                |                                          |                                          |                                          |                                          |                                          |                                          |                  |                  |                                                               |                                                               |                                                               |                                                               |                                                               |                                                               |                                                    |                                                    |                                                    |                                                    |                                                    |                                                    |                                 |                                 |                          |                          |                          |                          |                          |                          |                                                       |                                                       |                                                       |                                                       |                                                       |                                                       |                                             |                                             |                                           |                                           |                                           |                                           |                                           |                                           |                    |                    |                    |                    |                    |                    |  |  |
|                                   |                                   |                                   |                                   |                                   |                                   |                               |                               |                      |                      |                      |                      |                      |                      |                             |                             |                               |                               |                               |                               |                               |                               |                              |                              |                              |                              |                              |                              |                            |                            |                                |                                |                                                       |                                                       |                                                       |                                                       |                                                       |                                                       |                                |                                |                                          |                                          |                                          |                                          |                                          |                                          |                  |                  |                                                               |                                                               |                                                               |                                                               |                                                               |                                                               |                                                    |                                                    |                                                    |                                                    |                                                    |                                                    |                                 |                                 |                          |                          |                          |                          |                          |                          |                                                       |                                                       |                                                       |                                                       |                                                       |                                                       |                                             |                                             |                                           |                                           |                                           |                                           |                                           |                                           |                    |                    |                    |                    |                    |                    |  |  |
|                                   |                                   |                                   |                                   |                                   |                                   |                               |                               |                      |                      |                      |                      |                      |                      |                             |                             |                               |                               |                               |                               |                               |                               |                              |                              |                              |                              |                              |                              |                            |                            |                                |                                |                                                       |                                                       |                                                       |                                                       |                                                       |                                                       |                                |                                |                                          |                                          |                                          |                                          |                                          |                                          |                  |                  |                                                               |                                                               |                                                               |                                                               |                                                               |                                                               |                                                    |                                                    |                                                    |                                                    |                                                    |                                                    |                                 |                                 |                          |                          |                          |                          |                          |                          |                                                       |                                                       |                                                       |                                                       |                                                       |                                                       |                                             |                                             |                                           |                                           |                                           |                                           |                                           |                                           |                    |                    |                    |                    |                    |                    |  |  |
| ロード・クローリー (故人)         | ロード・クローリー (故人)         | ロード・クローリー (故人)         | ロード・クローリー (故人)         | ロード・クローリー (故人)         | ロード・クローリー (故人)         |                               |                               | 不明                 | 不明                 | 不明                 | 不明                 | 不明                 | 不明                 |                             |                             |                               |                               |                               |                               |                               |                               |                              |                              |                              |                              | 第4代グランサム伯爵 (故人)   | 第4代グランサム伯爵 (故人)   | 第4代グランサム伯爵 (故人) | 第4代グランサム伯爵 (故人) | 第4代グランサム伯爵 (故人)     | 第4代グランサム伯爵 (故人)     |                                                       |                                                       | 第4代グランサム伯爵夫人 (故人)                        | 第4代グランサム伯爵夫人 (故人)                        | 第4代グランサム伯爵夫人 (故人)                        | 第4代グランサム伯爵夫人 (故人)                        | 第4代グランサム伯爵夫人 (故人) | 第4代グランサム伯爵夫人 (故人) |                                          |                                          |                                          |                                          |                                          |                                          |                  |                  |                                                               |                                                               |                                                               |                                                               |                                                               |                                                               |                                                    |                                                    |                                                    |                                                    |                                                    |                                                    |                                 |                                 |                          |                          |                          |                          |                          |                          |                                                       |                                                       |                                                       |                                                       |                                                       |                                                       |                                             |                                             |                                           |                                           |                                           |                                           |                                           |                                           |                    |                    |                    |                    |                    |                    |  |  |
| ロード・クローリー (故人)         | ロード・クローリー (故人)         | ロード・クローリー (故人)         | ロード・クローリー (故人)         | ロード・クローリー (故人)         | ロード・クローリー (故人)         |                               |                               | 不明                 | 不明                 | 不明                 | 不明                 | 不明                 | 不明                 |                             |                             |                               |                               |                               |                               |                               |                               |                              |                              |                              |                              | 第4代グランサム伯爵 (故人)   | 第4代グランサム伯爵 (故人)   | 第4代グランサム伯爵 (故人) | 第4代グランサム伯爵 (故人) | 第4代グランサム伯爵 (故人)     | 第4代グランサム伯爵 (故人)     |                                                       |                                                       | 第4代グランサム伯爵夫人 (故人)                        | 第4代グランサム伯爵夫人 (故人)                        | 第4代グランサム伯爵夫人 (故人)                        | 第4代グランサム伯爵夫人 (故人)                        | 第4代グランサム伯爵夫人 (故人) | 第4代グランサム伯爵夫人 (故人) |                                          |                                          |                                          |                                          |                                          |                                          |                  |                  |                                                               |                                                               |                                                               |                                                               |                                                               |                                                               |                                                    |                                                    |                                                    |                                                    |                                                    |                                                    |                                 |                                 |                          |                          |                          |                          |                          |                          |                                                       |                                                       |                                                       |                                                       |                                                       |                                                       |                                             |                                             |                                           |                                           |                                           |                                           |                                           |                                           |                    |                    |                    |                    |                    |                    |  |  |
|                                   |                                   |                                   |                                   |                                   |                                   |                               |                               |                      |                      |                      |                      |                      |                      |                             |                             |                               |                               |                               |                               |                               |                               |                              |                              |                              |                              |                              |                              |                            |                            |                                |                                |                                                       |                                                       |                                                       |                                                       |                                                       |                                                       |                                |                                |                                          |                                          |                                          |                                          |                                          |                                          |                  |                  |                                                               |                                                               |                                                               |                                                               |                                                               |                                                               |                                                    |                                                    |                                                    |                                                    |                                                    |                                                    |                                 |                                 |                          |                          |                          |                          |                          |                          |                                                       |                                                       |                                                       |                                                       |                                                       |                                                       |                                             |                                             |                                           |                                           |                                           |                                           |                                           |                                           |                    |                    |                    |                    |                    |                    |  |  |
|                                   |                                   |                                   |                                   | クローリー氏 (故人)               | クローリー氏 (故人)               | クローリー氏 (故人)           | クローリー氏 (故人)           | クローリー氏 (故人)  | クローリー氏 (故人)  |                      |                      | 不明                 | 不明                 | 不明                        | 不明                        | 不明                          | 不明                          |                               |                               |                               |                               |                              |                              |                              |                              |                              |                              | 第5代グランサム伯爵 (故人) | 第5代グランサム伯爵 (故人) | 第5代グランサム伯爵 (故人)     | 第5代グランサム伯爵 (故人)     | 第5代グランサム伯爵 (故人)                            | 第5代グランサム伯爵 (故人)                            |                                                       |                                                       | 第5代グランサム伯爵夫人 (故人)                        | 第5代グランサム伯爵夫人 (故人)                        | 第5代グランサム伯爵夫人 (故人) | 第5代グランサム伯爵夫人 (故人) | 第5代グランサム伯爵夫人 (故人)           | 第5代グランサム伯爵夫人 (故人)           |                                          |                                          |                                          |                                          |                  |                  |                                                               |                                                               |                                                               |                                                               |                                                               |                                                               |                                                    |                                                    |                                                    |                                                    |                                                    |                                                    |                                 |                                 |                          |                          |                          |                          |                          |                          |                                                       |                                                       |                                                       |                                                       |                                                       |                                                       |                                             |                                             |                                           |                                           |                                           |                                           |                                           |                                           |                    |                    |                    |                    |                    |                    |  |  |
|                                   |                                   |                                   |                                   | クローリー氏 (故人)               | クローリー氏 (故人)               | クローリー氏 (故人)           | クローリー氏 (故人)           | クローリー氏 (故人)  | クローリー氏 (故人)  |                      |                      | 不明                 | 不明                 | 不明                        | 不明                        | 不明                          | 不明                          |                               |                               |                               |                               |                              |                              |                              |                              |                              |                              | 第5代グランサム伯爵 (故人) | 第5代グランサム伯爵 (故人) | 第5代グランサム伯爵 (故人)     | 第5代グランサム伯爵 (故人)     | 第5代グランサム伯爵 (故人)                            | 第5代グランサム伯爵 (故人)                            |                                                       |                                                       | 第5代グランサム伯爵夫人 (故人)                        | 第5代グランサム伯爵夫人 (故人)                        | 第5代グランサム伯爵夫人 (故人) | 第5代グランサム伯爵夫人 (故人) | 第5代グランサム伯爵夫人 (故人)           | 第5代グランサム伯爵夫人 (故人)           |                                          |                                          |                                          |                                          |                  |                  |                                                               |                                                               |                                                               |                                                               |                                                               |                                                               |                                                    |                                                    |                                                    |                                                    |                                                    |                                                    |                                 |                                 |                          |                          |                          |                          |                          |                          |                                                       |                                                       |                                                       |                                                       |                                                       |                                                       |                                             |                                             |                                           |                                           |                                           |                                           |                                           |                                           |                    |                    |                    |                    |                    |                    |  |  |
|                                   |                                   |                                   |                                   |                                   |                                   |                               |                               |                      |                      |                      |                      |                      |                      |                             |                             |                               |                               |                               |                               |                               |                               |                              |                              |                              |                              |                              |                              |                            |                            |                                |                                |                                                       |                                                       |                                                       |                                                       |                                                       |                                                       |                                |                                |                                          |                                          |                                          |                                          |                                          |                                          |                  |                  |                                                               |                                                               |                                                               |                                                               |                                                               |                                                               |                                                    |                                                    |                                                    |                                                    |                                                    |                                                    |                                 |                                 |                          |                          |                          |                          |                          |                          |                                                       |                                                       |                                                       |                                                       |                                                       |                                                       |                                             |                                             |                                           |                                           |                                           |                                           |                                           |                                           |                    |                    |                    |                    |                    |                    |  |  |
|                                   |                                   |                                   |                                   |                                   |                                   |                               |                               |                      |                      |                      |                      |                      |                      |                             |                             |                               |                               |                               |                               |                               |                               |                              |                              |                              |                              |                              |                              |                            |                            |                                |                                |                                                       |                                                       |                                                       |                                                       |                                                       |                                                       |                                |                                |                                          |                                          |                                          |                                          |                                          |                                          |                  |                  |                                                               |                                                               |                                                               |                                                               |                                                               |                                                               |                                                    |                                                    |                                                    |                                                    |                                                    |                                                    |                                 |                                 |                          |                          |                          |                          |                          |                          |                                                       |                                                       |                                                       |                                                       |                                                       |                                                       |                                             |                                             |                                           |                                           |                                           |                                           |                                           |                                           |                    |                    |                    |                    |                    |                    |  |  |
|                                   |                                   |                                   |                                   |                                   |                                   |                               |                               | クローリー氏 (故人)  | クローリー氏 (故人)  | クローリー氏 (故人)  | クローリー氏 (故人)  | クローリー氏 (故人)  | クローリー氏 (故人)  |                             |                             | 不明                          | 不明                          | 不明                          | 不明                          | 不明                          | 不明                          |                              |                              | ロード・クローリー (故人)    | ロード・クローリー (故人)    | ロード・クローリー (故人)    | ロード・クローリー (故人)    | ロード・クローリー (故人)  | ロード・クローリー (故人)  |                                |                                | 不明                                                  | 不明                                                  | 不明                                                  | 不明                                                  | 不明                                                  | 不明                                                  |                                |                                | 第6代グランサム伯爵 (故人)               | 第6代グランサム伯爵 (故人)               | 第6代グランサム伯爵 (故人)               | 第6代グランサム伯爵 (故人)               | 第6代グランサム伯爵 (故人)               | 第6代グランサム伯爵 (故人)               |                  |                  | バイオレット・クローリー 第6代グランサム伯爵夫人              | バイオレット・クローリー 第6代グランサム伯爵夫人              | バイオレット・クローリー 第6代グランサム伯爵夫人              | バイオレット・クローリー 第6代グランサム伯爵夫人              | バイオレット・クローリー 第6代グランサム伯爵夫人              | バイオレット・クローリー 第6代グランサム伯爵夫人              |                                                    |                                                    | イシドール・レヴィンソン (故人)                    | イシドール・レヴィンソン (故人)                    | イシドール・レヴィンソン (故人)                    | イシドール・レヴィンソン (故人)                    | イシドール・レヴィンソン (故人) | イシドール・レヴィンソン (故人) |                          |                          | マーサ・レヴィンソン     | マーサ・レヴィンソン     | マーサ・レヴィンソン     | マーサ・レヴィンソン     | マーサ・レヴィンソン                                  | マーサ・レヴィンソン                                  |                                                       |                                                       | 不明                                                  | 不明                                                  | 不明                                        | 不明                                        | 不明                                      | 不明                                      |                                           |                                           | ロベルタ (故人)                           | ロベルタ (故人)                           | ロベルタ (故人)    | ロベルタ (故人)    | ロベルタ (故人)    | ロベルタ (故人)    |                    |                    |  |  |
|                                   |                                   |                                   |                                   |                                   |                                   |                               |                               | クローリー氏 (故人)  | クローリー氏 (故人)  | クローリー氏 (故人)  | クローリー氏 (故人)  | クローリー氏 (故人)  | クローリー氏 (故人)  |                             |                             | 不明                          | 不明                          | 不明                          | 不明                          | 不明                          | 不明                          |                              |                              | ロード・クローリー (故人)    | ロード・クローリー (故人)    | ロード・クローリー (故人)    | ロード・クローリー (故人)    | ロード・クローリー (故人)  | ロード・クローリー (故人)  |                                |                                | 不明                                                  | 不明                                                  | 不明                                                  | 不明                                                  | 不明                                                  | 不明                                                  |                                |                                | 第6代グランサム伯爵 (故人)               | 第6代グランサム伯爵 (故人)               | 第6代グランサム伯爵 (故人)               | 第6代グランサム伯爵 (故人)               | 第6代グランサム伯爵 (故人)               | 第6代グランサム伯爵 (故人)               |                  |                  | バイオレット・クローリー 第6代グランサム伯爵夫人              | バイオレット・クローリー 第6代グランサム伯爵夫人              | バイオレット・クローリー 第6代グランサム伯爵夫人              | バイオレット・クローリー 第6代グランサム伯爵夫人              | バイオレット・クローリー 第6代グランサム伯爵夫人              | バイオレット・クローリー 第6代グランサム伯爵夫人              |                                                    |                                                    | イシドール・レヴィンソン (故人)                    | イシドール・レヴィンソン (故人)                    | イシドール・レヴィンソン (故人)                    | イシドール・レヴィンソン (故人)                    | イシドール・レヴィンソン (故人) | イシドール・レヴィンソン (故人) |                          |                          | マーサ・レヴィンソン     | マーサ・レヴィンソン     | マーサ・レヴィンソン     | マーサ・レヴィンソン     | マーサ・レヴィンソン                                  | マーサ・レヴィンソン                                  |                                                       |                                                       | 不明                                                  | 不明                                                  | 不明                                        | 不明                                        | 不明                                      | 不明                                      |                                           |                                           | ロベルタ (故人)                           | ロベルタ (故人)                           | ロベルタ (故人)    | ロベルタ (故人)    | ロベルタ (故人)    | ロベルタ (故人)    |                    |                    |  |  |
|                                   |                                   |                                   |                                   |                                   |                                   |                               |                               |                      |                      |                      |                      |                      |                      |                             |                             |                               |                               |                               |                               |                               |                               |                              |                              |                              |                              |                              |                              |                            |                            |                                |                                |                                                       |                                                       |                                                       |                                                       |                                                       |                                                       |                                |                                |                                          |                                          |                                          |                                          |                                          |                                          |                  |                  |                                                               |                                                               |                                                               |                                                               |                                                               |                                                               |                                                    |                                                    |                                                    |                                                    |                                                    |                                                    |                                 |                                 |                          |                          |                          |                          |                          |                          |                                                       |                                                       |                                                       |                                                       |                                                       |                                                       |                                             |                                             |                                           |                                           |                                           |                                           |                                           |                                           |                    |                    |                    |                    |                    |                    |  |  |
|                                   |                                   |                                   |                                   |                                   |                                   |                               |                               |                      |                      |                      |                      |                      |                      |                             |                             |                               |                               |                               |                               |                               |                               |                              |                              |                              |                              |                              |                              |                            |                            |                                |                                |                                                       |                                                       |                                                       |                                                       |                                                       |                                                       |                                |                                |                                          |                                          |                                          |                                          |                                          |                                          |                  |                  |                                                               |                                                               |                                                               |                                                               |                                                               |                                                               |                                                    |                                                    |                                                    |                                                    |                                                    |                                                    |                                 |                                 |                          |                          |                          |                          |                          |                          |                                                       |                                                       |                                                       |                                                       |                                                       |                                                       |                                             |                                             |                                           |                                           |                                           |                                           |                                           |                                           |                    |                    |                    |                    |                    |                    |  |  |
| レジナルド・クローリー博士 (故人) | レジナルド・クローリー博士 (故人) | レジナルド・クローリー博士 (故人) | レジナルド・クローリー博士 (故人) | レジナルド・クローリー博士 (故人) | レジナルド・クローリー博士 (故人) |                               |                               | イザベル・クローリー | イザベル・クローリー | イザベル・クローリー | イザベル・クローリー | イザベル・クローリー | イザベル・クローリー |                             |                             | ジェームズ・クローリー (故人) | ジェームズ・クローリー (故人) | ジェームズ・クローリー (故人) | ジェームズ・クローリー (故人) | ジェームズ・クローリー (故人) | ジェームズ・クローリー (故人) |                              |                              | 不明                         | 不明                         | 不明                         | 不明                         | 不明                       | 不明                       |                                |                                | レディ・ロザムンド・ペインズウィック (旧姓クローリー) | レディ・ロザムンド・ペインズウィック (旧姓クローリー) | レディ・ロザムンド・ペインズウィック (旧姓クローリー) | レディ・ロザムンド・ペインズウィック (旧姓クローリー) | レディ・ロザムンド・ペインズウィック (旧姓クローリー) | レディ・ロザムンド・ペインズウィック (旧姓クローリー) |                                |                                | ロバート・クローリー 第7代グランサム伯爵 | ロバート・クローリー 第7代グランサム伯爵 | ロバート・クローリー 第7代グランサム伯爵 | ロバート・クローリー 第7代グランサム伯爵 | ロバート・クローリー 第7代グランサム伯爵 | ロバート・クローリー 第7代グランサム伯爵 |                  |                  | コーラ・クローリー 第7代グランサム伯爵夫人 (旧姓レヴィンソン) | コーラ・クローリー 第7代グランサム伯爵夫人 (旧姓レヴィンソン) | コーラ・クローリー 第7代グランサム伯爵夫人 (旧姓レヴィンソン) | コーラ・クローリー 第7代グランサム伯爵夫人 (旧姓レヴィンソン) | コーラ・クローリー 第7代グランサム伯爵夫人 (旧姓レヴィンソン) | コーラ・クローリー 第7代グランサム伯爵夫人 (旧姓レヴィンソン) |                                                    |                                                    | ハロルド・レヴィンソン                             | ハロルド・レヴィンソン                             | ハロルド・レヴィンソン                             | ハロルド・レヴィンソン                             | ハロルド・レヴィンソン          | ハロルド・レヴィンソン          |                          |                          |                          |                          |                          |                          | ヒュー・ "シュリンピー" ・マクレア フリントシャー侯爵 | ヒュー・ "シュリンピー" ・マクレア フリントシャー侯爵 | ヒュー・ "シュリンピー" ・マクレア フリントシャー侯爵 | ヒュー・ "シュリンピー" ・マクレア フリントシャー侯爵 | ヒュー・ "シュリンピー" ・マクレア フリントシャー侯爵 | ヒュー・ "シュリンピー" ・マクレア フリントシャー侯爵 |                                             |                                             | スーザン・マクレア フリントシャー侯爵夫人 | スーザン・マクレア フリントシャー侯爵夫人 | スーザン・マクレア フリントシャー侯爵夫人 | スーザン・マクレア フリントシャー侯爵夫人 | スーザン・マクレア フリントシャー侯爵夫人 | スーザン・マクレア フリントシャー侯爵夫人 |                    |                    |                    |                    |                    |                    |  |  |
| レジナルド・クローリー博士 (故人) | レジナルド・クローリー博士 (故人) | レジナルド・クローリー博士 (故人) | レジナルド・クローリー博士 (故人) | レジナルド・クローリー博士 (故人) | レジナルド・クローリー博士 (故人) |                               |                               | イザベル・クローリー | イザベル・クローリー | イザベル・クローリー | イザベル・クローリー | イザベル・クローリー | イザベル・クローリー |                             |                             | ジェームズ・クローリー (故人) | ジェームズ・クローリー (故人) | ジェームズ・クローリー (故人) | ジェームズ・クローリー (故人) | ジェームズ・クローリー (故人) | ジェームズ・クローリー (故人) |                              |                              | 不明                         | 不明                         | 不明                         | 不明                         | 不明                       | 不明                       |                                |                                | レディ・ロザムンド・ペインズウィック (旧姓クローリー) | レディ・ロザムンド・ペインズウィック (旧姓クローリー) | レディ・ロザムンド・ペインズウィック (旧姓クローリー) | レディ・ロザムンド・ペインズウィック (旧姓クローリー) | レディ・ロザムンド・ペインズウィック (旧姓クローリー) | レディ・ロザムンド・ペインズウィック (旧姓クローリー) |                                |                                | ロバート・クローリー 第7代グランサム伯爵 | ロバート・クローリー 第7代グランサム伯爵 | ロバート・クローリー 第7代グランサム伯爵 | ロバート・クローリー 第7代グランサム伯爵 | ロバート・クローリー 第7代グランサム伯爵 | ロバート・クローリー 第7代グランサム伯爵 |                  |                  | コーラ・クローリー 第7代グランサム伯爵夫人 (旧姓レヴィンソン) | コーラ・クローリー 第7代グランサム伯爵夫人 (旧姓レヴィンソン) | コーラ・クローリー 第7代グランサム伯爵夫人 (旧姓レヴィンソン) | コーラ・クローリー 第7代グランサム伯爵夫人 (旧姓レヴィンソン) | コーラ・クローリー 第7代グランサム伯爵夫人 (旧姓レヴィンソン) | コーラ・クローリー 第7代グランサム伯爵夫人 (旧姓レヴィンソン) |                                                    |                                                    | ハロルド・レヴィンソン                             | ハロルド・レヴィンソン                             | ハロルド・レヴィンソン                             | ハロルド・レヴィンソン                             | ハロルド・レヴィンソン          | ハロルド・レヴィンソン          |                          |                          |                          |                          |                          |                          | ヒュー・ "シュリンピー" ・マクレア フリントシャー侯爵 | ヒュー・ "シュリンピー" ・マクレア フリントシャー侯爵 | ヒュー・ "シュリンピー" ・マクレア フリントシャー侯爵 | ヒュー・ "シュリンピー" ・マクレア フリントシャー侯爵 | ヒュー・ "シュリンピー" ・マクレア フリントシャー侯爵 | ヒュー・ "シュリンピー" ・マクレア フリントシャー侯爵 |                                             |                                             | スーザン・マクレア フリントシャー侯爵夫人 | スーザン・マクレア フリントシャー侯爵夫人 | スーザン・マクレア フリントシャー侯爵夫人 | スーザン・マクレア フリントシャー侯爵夫人 | スーザン・マクレア フリントシャー侯爵夫人 | スーザン・マクレア フリントシャー侯爵夫人 |                    |                    |                    |                    |                    |                    |  |  |
|                                   |                                   |                                   |                                   |                                   |                                   |                               |                               |                      |                      |                      |                      |                      |                      |                             |                             |                               |                               |                               |                               |                               |                               |                              |                              |                              |                              |                              |                              |                            |                            |                                |                                |                                                       |                                                       |                                                       |                                                       |                                                       |                                                       |                                |                                |                                          |                                          |                                          |                                          |                                          |                                          |                  |                  |                                                               |                                                               |                                                               |                                                               |                                                               |                                                               |                                                    |                                                    |                                                    |                                                    |                                                    |                                                    |                                 |                                 |                          |                          |                          |                          |                          |                          |                                                       |                                                       |                                                       |                                                       |                                                       |                                                       |                                             |                                             |                                           |                                           |                                           |                                           |                                           |                                           |                    |                    |                    |                    |                    |                    |  |  |
|                                   |                                   |                                   |                                   |                                   |                                   |                               |                               |                      |                      |                      |                      |                      |                      |                             |                             |                               |                               |                               |                               |                               |                               |                              |                              |                              |                              |                              |                              |                            |                            |                                |                                |                                                       |                                                       |                                                       |                                                       |                                                       |                                                       |                                |                                |                                          |                                          |                                          |                                          |                                          |                                          |                  |                  |                                                               |                                                               |                                                               |                                                               |                                                               |                                                               |                                                    |                                                    |                                                    |                                                    |                                                    |                                                    |                                 |                                 |                          |                          |                          |                          |                          |                          |                                                       |                                                       |                                                       |                                                       |                                                       |                                                       |                                             |                                             |                                           |                                           |                                           |                                           |                                           |                                           |                    |                    |                    |                    |                    |                    |  |  |
|                                   |                                   |                                   |                                   |                                   |                                   |                               |                               |                      |                      |                      |                      |                      |                      |                             |                             |                               |                               |                               |                               |                               |                               |                              |                              |                              |                              |                              |                              |                            |                            |                                |                                |                                                       |                                                       |                                                       |                                                       |                                                       |                                                       |                                |                                |                                          |                                          |                                          |                                          |                                          |                                          |                  |                  |                                                               |                                                               |                                                               |                                                               |                                                               |                                                               |                                                    |                                                    |                                                    |                                                    |                                                    |                                                    |                                 |                                 |                          |                          |                          |                          |                          |                          |                                                       |                                                       |                                                       |                                                       |                                                       |                                                       |                                             |                                             |                                           |                                           |                                           |                                           |                                           |                                           |                    |                    |                    |                    |                    |                    |  |  |
|                                   |                                   |                                   |                                   |                                   |                                   |                               |                               |                      |                      |                      |                      |                      |                      |                             |                             |                               |                               |                               |                               |                               |                               |                              |                              |                              |                              |                              |                              |                            |                            |                                |                                |                                                       |                                                       |                                                       |                                                       |                                                       |                                                       |                                |                                |                                          |                                          |                                          |                                          |                                          |                                          |                  |                  |                                                               |                                                               |                                                               |                                                               |                                                               |                                                               |                                                    |                                                    |                                                    |                                                    |                                                    |                                                    |                                 |                                 |                          |                          |                          |                          |                          |                          |                                                       |                                                       |                                                       |                                                       |                                                       |                                                       |                                             |                                             |                                           |                                           |                                           |                                           |                                           |                                           |                    |                    |                    |                    |                    |                    |  |  |
|                                   |                                   | パトリック・クローリー (故人)     | パトリック・クローリー (故人)     | パトリック・クローリー (故人)     | パトリック・クローリー (故人)     | パトリック・クローリー (故人) | パトリック・クローリー (故人) |                      |                      |                      |                      |                      |                      | マシュー・クローリー (故人) | マシュー・クローリー (故人) | マシュー・クローリー (故人)   | マシュー・クローリー (故人)   | マシュー・クローリー (故人)   | マシュー・クローリー (故人)   |                               |                               | レディ・メアリー・クローリー | レディ・メアリー・クローリー | レディ・メアリー・クローリー | レディ・メアリー・クローリー | レディ・メアリー・クローリー | レディ・メアリー・クローリー |                            |                            | マイケル・グレッグソン (故人)  | マイケル・グレッグソン (故人)  | マイケル・グレッグソン (故人)                         | マイケル・グレッグソン (故人)                         | マイケル・グレッグソン (故人)                         | マイケル・グレッグソン (故人)                         |                                                       |                                                       | レディ・イーディス・クローリー | レディ・イーディス・クローリー | レディ・イーディス・クローリー           | レディ・イーディス・クローリー           | レディ・イーディス・クローリー           | レディ・イーディス・クローリー           |                                          |                                          | トム・ブランソン | トム・ブランソン | トム・ブランソン                                              | トム・ブランソン                                              | トム・ブランソン                                              | トム・ブランソン                                              |                                                               |                                                               | レディ・シビル・ブランソン (故人) (旧姓クローリー) | レディ・シビル・ブランソン (故人) (旧姓クローリー) | レディ・シビル・ブランソン (故人) (旧姓クローリー) | レディ・シビル・ブランソン (故人) (旧姓クローリー) | レディ・シビル・ブランソン (故人) (旧姓クローリー) | レディ・シビル・ブランソン (故人) (旧姓クローリー) |                                 |                                 | アティカス・アルドリッジ | アティカス・アルドリッジ | アティカス・アルドリッジ | アティカス・アルドリッジ | アティカス・アルドリッジ | アティカス・アルドリッジ |                                                       |                                                       | レディ・ローズ・アルドリッジ (旧姓マクレア)           | レディ・ローズ・アルドリッジ (旧姓マクレア)           | レディ・ローズ・アルドリッジ (旧姓マクレア)           | レディ・ローズ・アルドリッジ (旧姓マクレア)           | レディ・ローズ・アルドリッジ (旧姓マクレア) | レディ・ローズ・アルドリッジ (旧姓マクレア) | ジェームズ・マクレア                      | ジェームズ・マクレア                      | ジェームズ・マクレア                      | ジェームズ・マクレア                      | ジェームズ・マクレア                      | ジェームズ・マクレア                      | アナベル・マクレア | アナベル・マクレア | アナベル・マクレア | アナベル・マクレア | アナベル・マクレア | アナベル・マクレア |  |  |
|                                   |                                   | パトリック・クローリー (故人)     | パトリック・クローリー (故人)     | パトリック・クローリー (故人)     | パトリック・クローリー (故人)     | パトリック・クローリー (故人) | パトリック・クローリー (故人) |                      |                      |                      |                      |                      |                      | マシュー・クローリー (故人) | マシュー・クローリー (故人) | マシュー・クローリー (故人)   | マシュー・クローリー (故人)   | マシュー・クローリー (故人)   | マシュー・クローリー (故人)   |                               |                               | レディ・メアリー・クローリー | レディ・メアリー・クローリー | レディ・メアリー・クローリー | レディ・メアリー・クローリー | レディ・メアリー・クローリー | レディ・メアリー・クローリー |                            |                            | マイケル・グレッグソン (故人)  | マイケル・グレッグソン (故人)  | マイケル・グレッグソン (故人)                         | マイケル・グレッグソン (故人)                         | マイケル・グレッグソン (故人)                         | マイケル・グレッグソン (故人)                         |                                                       |                                                       | レディ・イーディス・クローリー | レディ・イーディス・クローリー | レディ・イーディス・クローリー           | レディ・イーディス・クローリー           | レディ・イーディス・クローリー           | レディ・イーディス・クローリー           |                                          |                                          | トム・ブランソン | トム・ブランソン | トム・ブランソン                                              | トム・ブランソン                                              | トム・ブランソン                                              | トム・ブランソン                                              |                                                               |                                                               | レディ・シビル・ブランソン (故人) (旧姓クローリー) | レディ・シビル・ブランソン (故人) (旧姓クローリー) | レディ・シビル・ブランソン (故人) (旧姓クローリー) | レディ・シビル・ブランソン (故人) (旧姓クローリー) | レディ・シビル・ブランソン (故人) (旧姓クローリー) | レディ・シビル・ブランソン (故人) (旧姓クローリー) |                                 |                                 | アティカス・アルドリッジ | アティカス・アルドリッジ | アティカス・アルドリッジ | アティカス・アルドリッジ | アティカス・アルドリッジ | アティカス・アルドリッジ |                                                       |                                                       | レディ・ローズ・アルドリッジ (旧姓マクレア)           | レディ・ローズ・アルドリッジ (旧姓マクレア)           | レディ・ローズ・アルドリッジ (旧姓マクレア)           | レディ・ローズ・アルドリッジ (旧姓マクレア)           | レディ・ローズ・アルドリッジ (旧姓マクレア) | レディ・ローズ・アルドリッジ (旧姓マクレア) | ジェームズ・マクレア                      | ジェームズ・マクレア                      | ジェームズ・マクレア                      | ジェームズ・マクレア                      | ジェームズ・マクレア                      | ジェームズ・マクレア                      | アナベル・マクレア | アナベル・マクレア | アナベル・マクレア | アナベル・マクレア | アナベル・マクレア | アナベル・マクレア |  |  |
|                                   |                                   |                                   |                                   |                                   |                                   |                               |                               |                      |                      |                      |                      |                      |                      |                             |                             |                               |                               |                               |                               |                               |                               |                              |                              |                              |                              |                              |                              |                            |                            |                                |                                |                                                       |                                                       |                                                       |                                                       |                                                       |                                                       |                                |                                |                                          |                                          |                                          |                                          |                                          |                                          |                  |                  |                                                               |                                                               |                                                               |                                                               |                                                               |                                                               |                                                    |                                                    |                                                    |                                                    |                                                    |                                                    |                                 |                                 |                          |                          |                          |                          |                          |                          |                                                       |                                                       |                                                       |                                                       |                                                       |                                                       |                                             |                                             |                                           |                                           |                                           |                                           |                                           |                                           |                    |                    |                    |                    |                    |                    |  |  |
|                                   |                                   |                                   |                                   |                                   |                                   |                               |                               |                      |                      |                      |                      |                      |                      |                             |                             |                               |                               | ジョージ・クローリー          | ジョージ・クローリー          | ジョージ・クローリー          | ジョージ・クローリー          | ジョージ・クローリー         | ジョージ・クローリー         |                              |                              |                              |                              |                            |                            |                                |                                |                                                       |                                                       | マリゴールド・クローリー                              | マリゴールド・クローリー                              | マリゴールド・クローリー                              | マリゴールド・クローリー                              | マリゴールド・クローリー       | マリゴールド・クローリー       |                                          |                                          |                                          |                                          |                                          |                                          |                  |                  |                                                               |                                                               | シビル・ブランソン                                            | シビル・ブランソン                                            | シビル・ブランソン                                            | シビル・ブランソン                                            | シビル・ブランソン                                 | シビル・ブランソン                                 |                                                    |                                                    |                                                    |                                                    |                                 |                                 |                          |                          |                          |                          |                          |                          |                                                       |                                                       |                                                       |                                                       |                                                       |                                                       |                                             |                                             |                                           |                                           |                                           |                                           |                                           |                                           |                    |                    |                    |                    |                    |                    |  |  |

## 製作
製作会社のカーニヴァル・フィルムでは、エドワード朝期のカントリー・ハウスでのドラマの構想を持ち、同時代の貴族と使用人を描いた『ゴスフォード・パーク』でアカデミー脚本賞を得ていたジュリアン・フェロウズにアプローチした。フェロウズは、当初ゴスフォード・パークと類似の作品に抵抗を示したが、数週間でシーズン1の骨格を作り上げた。フェロウズが脚本を書き、妻のエマが非公式にストーリーの監修者となった。
カントリー・ハウスの「ダウントン・アビー」は、ヨークシャーにある設定となってる。ダウントン・アビーの屋内シーン、および館を背景とした野外シーンはハンプシャーのハイクレア・カースルで撮影されている。ハイクレア・カースル城主のカーナーヴォン伯爵はフェロウズの友人でもあり、戦争中の病院への転用など、城と伯爵家の歴史はドラマのストーリーのヒントとなっている。ダウントン村の屋外シーンは、オックスフォードシャーのバクストン村で撮影されている。第一次世界大戦の塹壕による戦闘シーンは、歴史ドラマおよびドキュメンタリー撮影用に設営されたサフォークの専用塹壕施設で撮影された。その他、多くの歴史的景観において、数々のシーンが撮影されている。

### ロケーション地

ダウントン・アビーのロケーション地
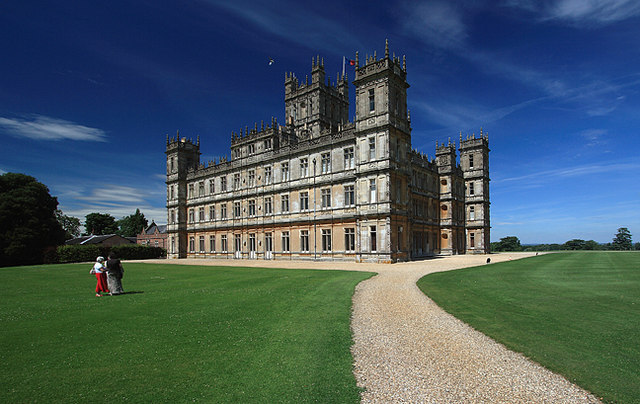
ハイクレア・カースル, ハンプシャー (ダウントン・アビー, 内外装)
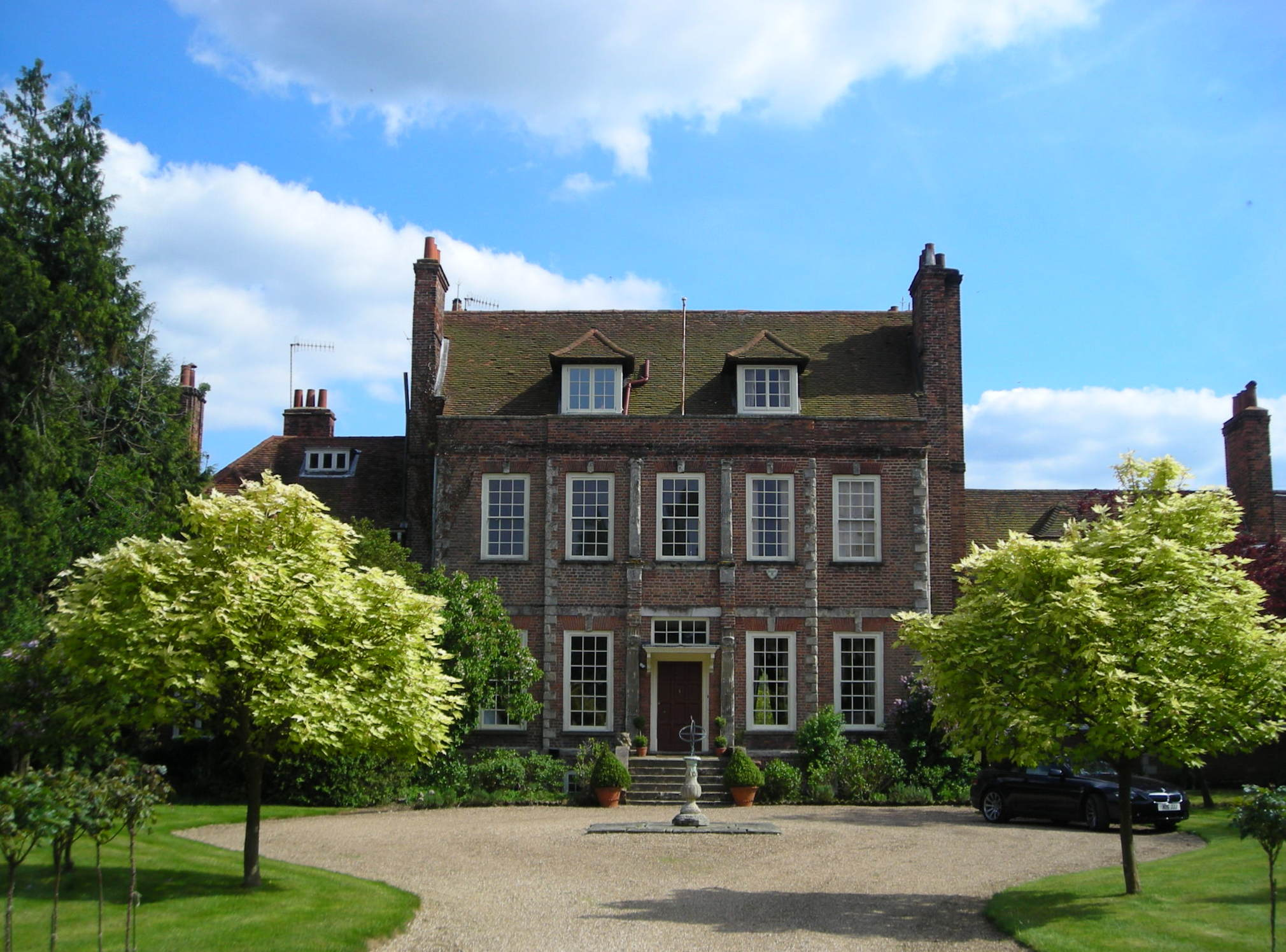
サリー州のバイフリート・マナー・ハウス (バイオレット・クローリーの邸宅)
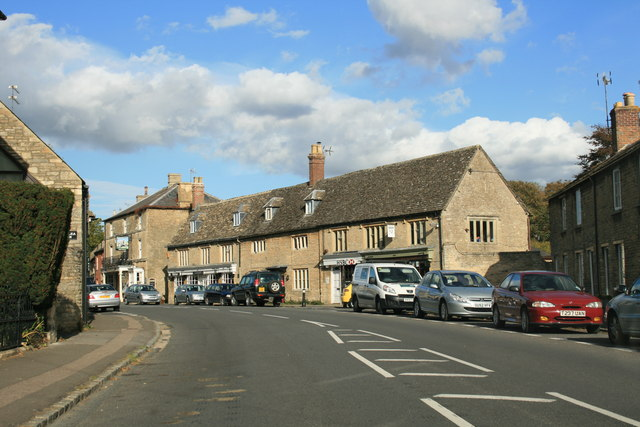
バンプトン, オックスフォードシャー (ダウントン村)
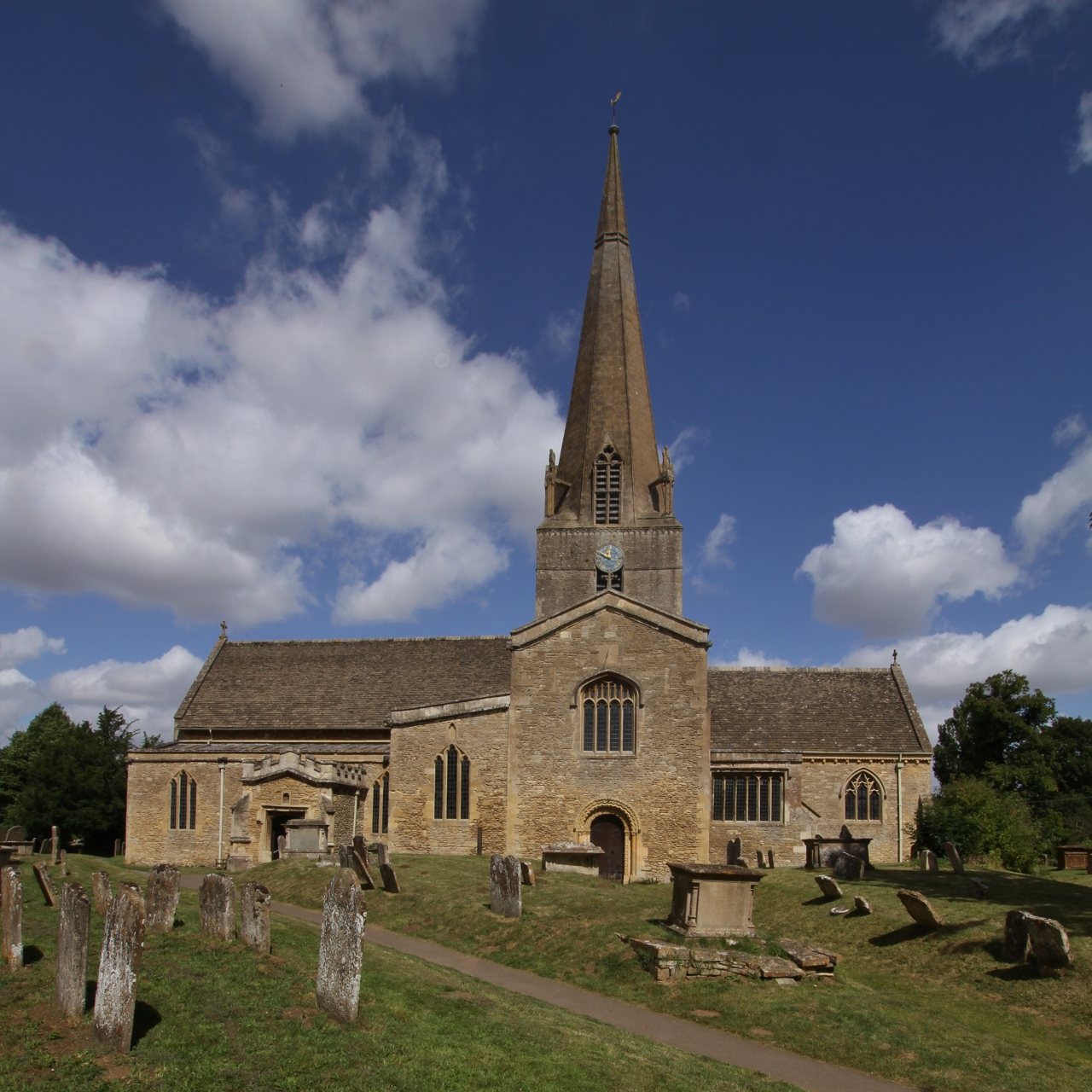
聖メアリー教会, バンプトン (St Michael and All Angels, Downton)
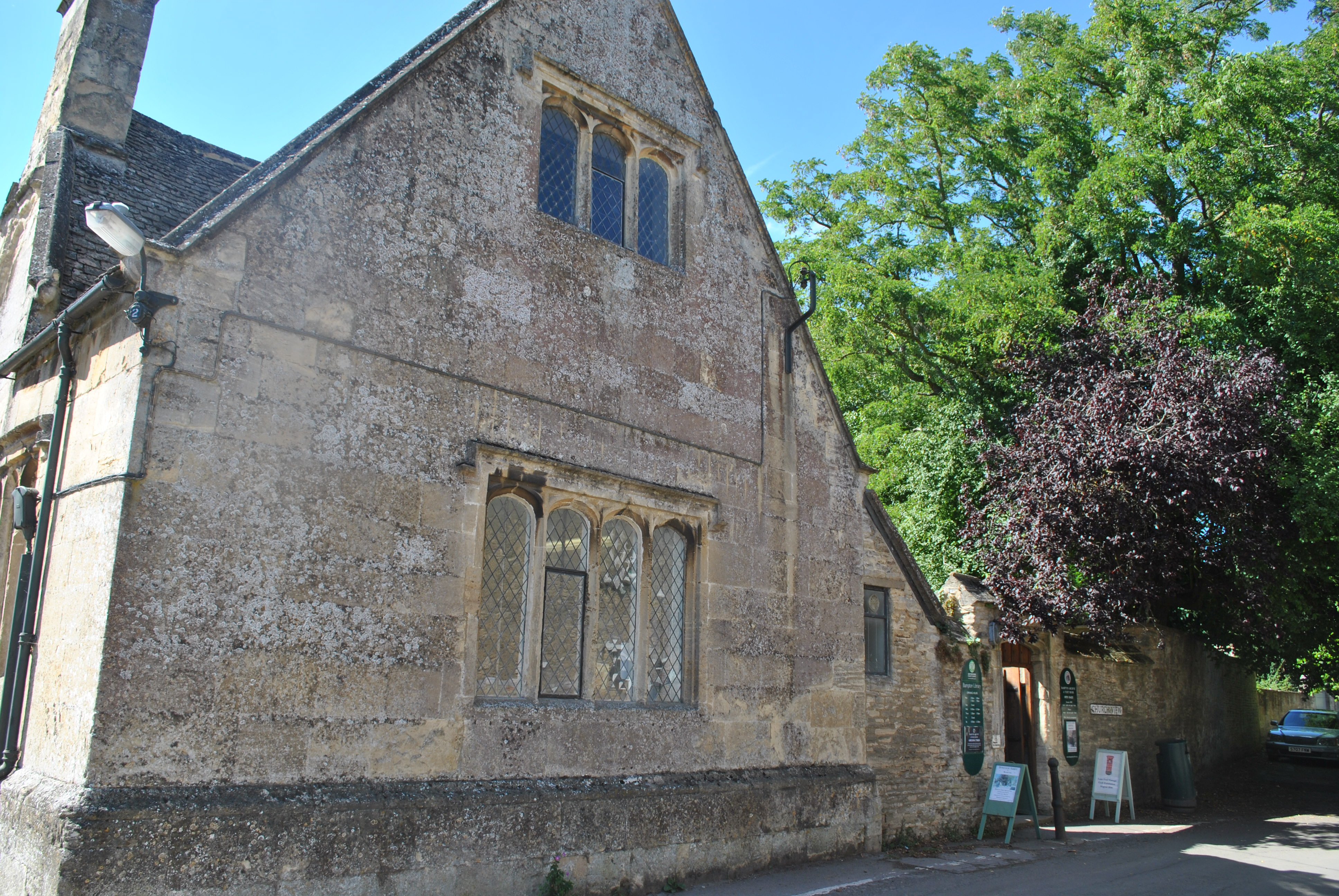
バンプトン図書館 (ダウントンコテージ病院)
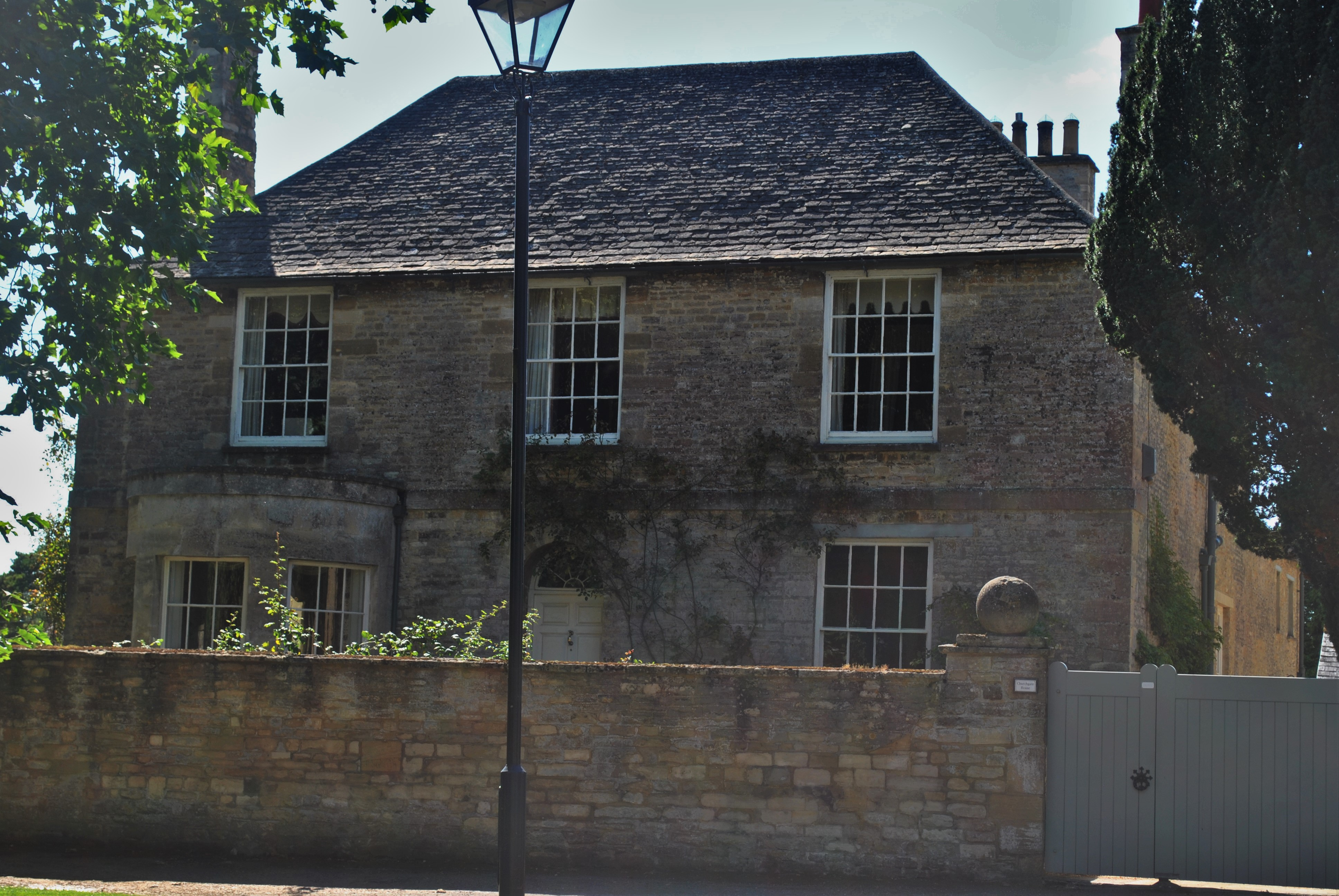
チャーチゲート・ハウス(古い牧師館), バンプトン (イザベル・クローリーの邸宅)
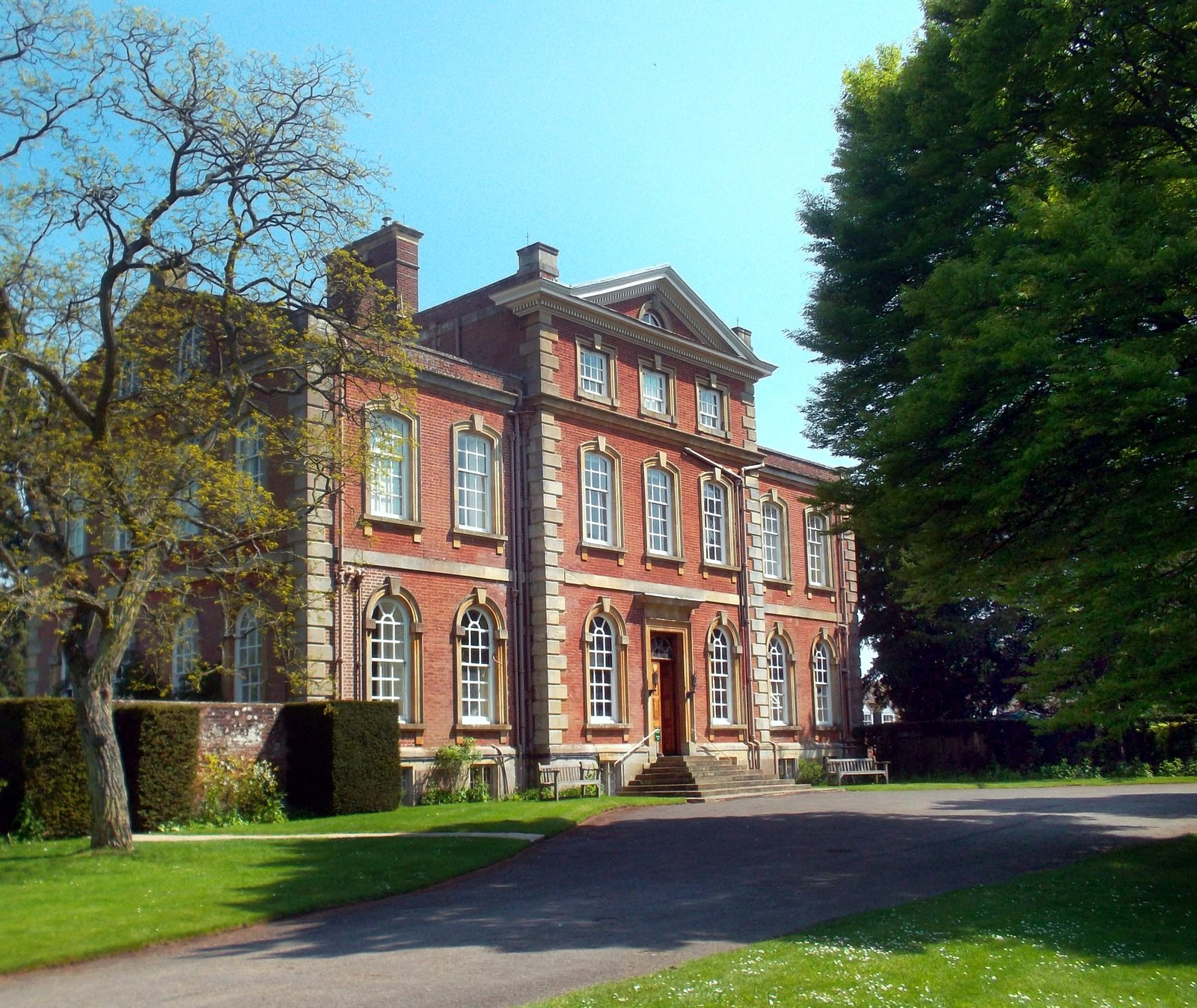
キングストン・バッグプイズ・ハウス, オックスフォードシャー (キャベナム・パーク)
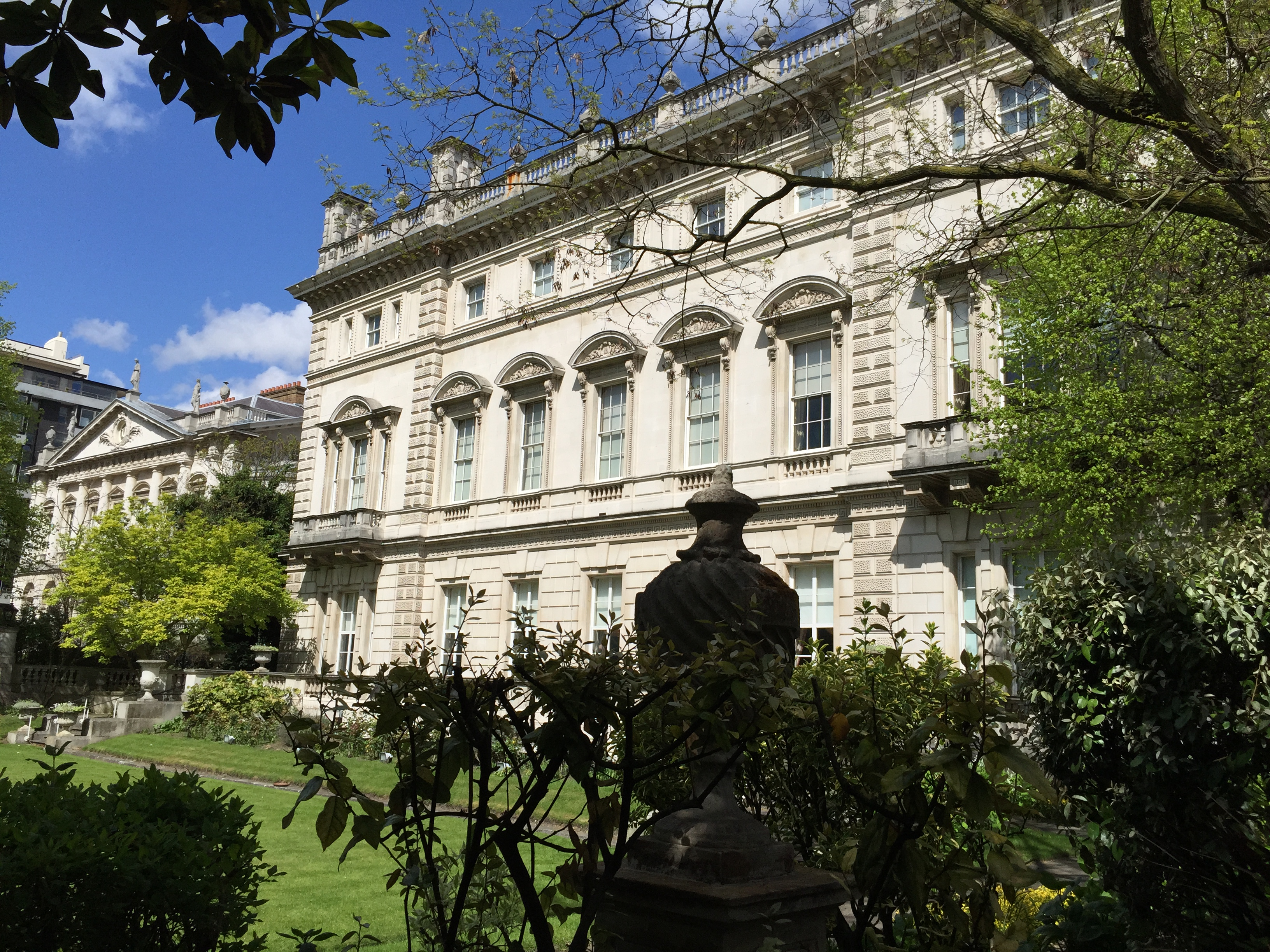
ブリッジウォーター・ハウス, ウェストミンスター, ロンドン (グランサム・ハウス)
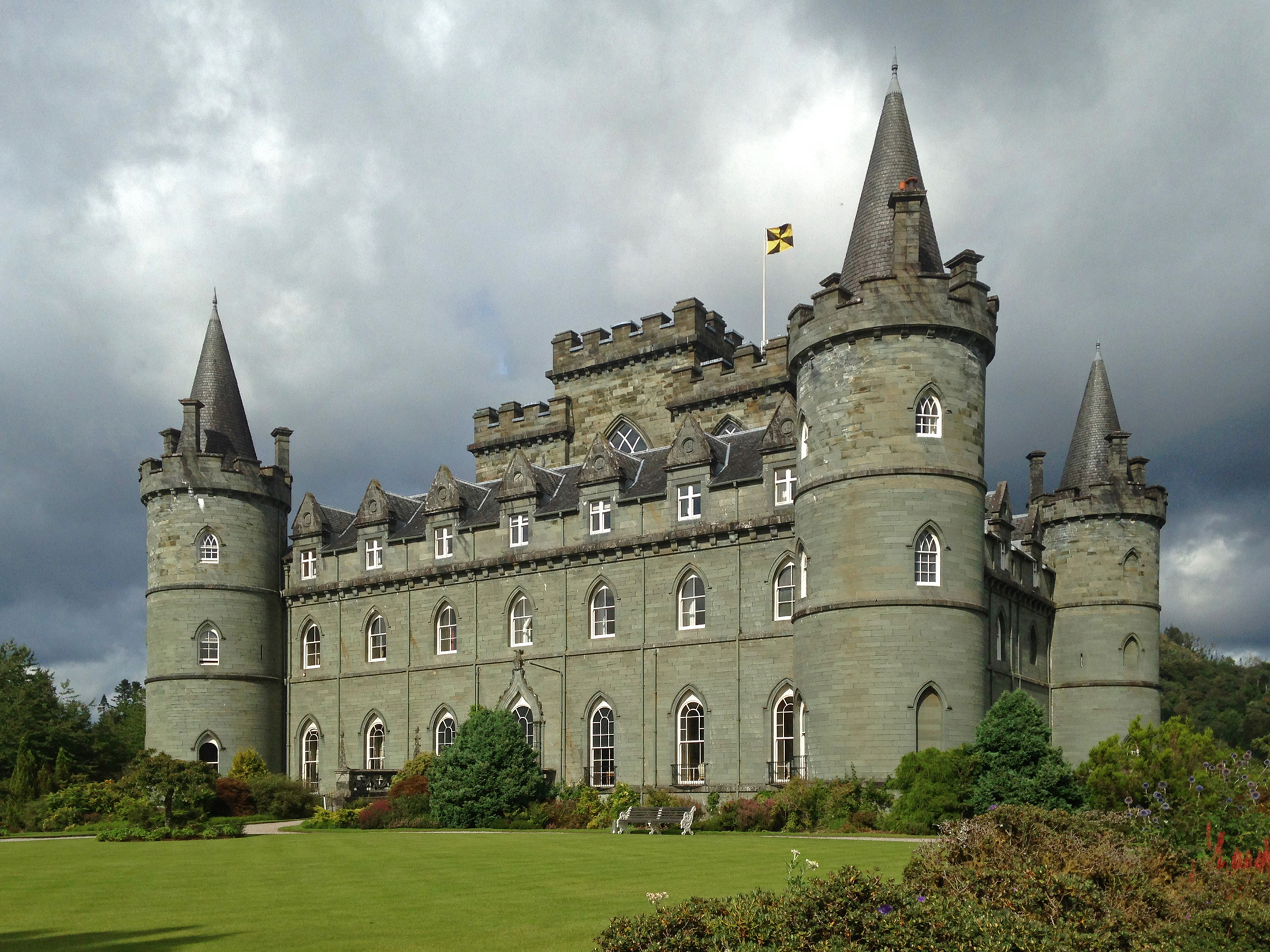
インヴァレリー城, アーガイル (Duneagle Castle, home of the fictional Lord and Lady Flintshire)
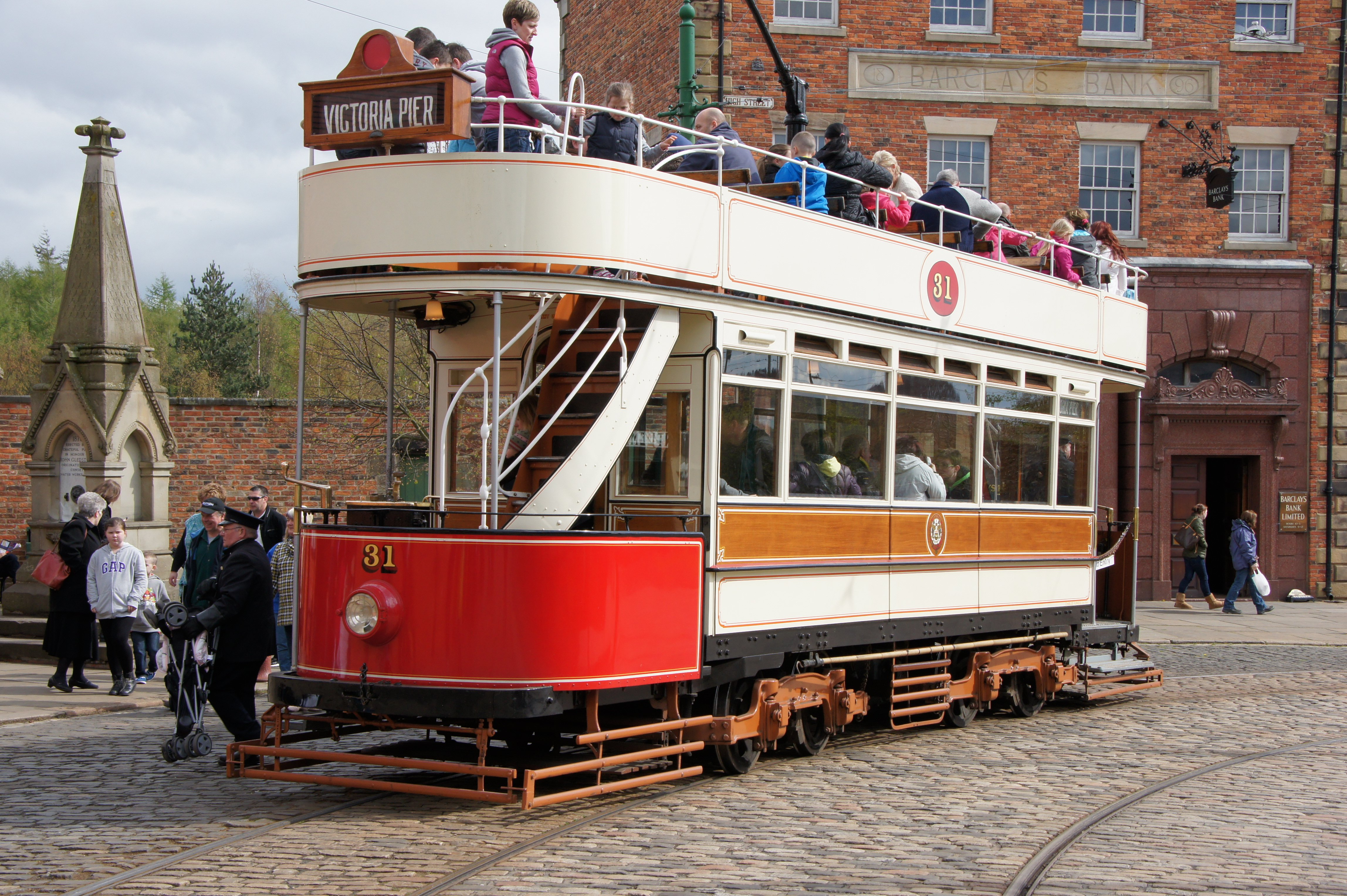
ビーミッシュ・ミュージアム, カウンティ・ダラム (ヨーク, 2019年映画)

## 日本での放送
日本では、2011年秋から『ダウントン・アビー 〜貴族とメイドと相続人〜』（ダウントン・アビー 〜きぞくとメイドとそうぞくにん〜）としてスターチャンネルで放送が始まり、のちに『ダウントン・アビー』と改題され、2016年10月までに全シーズンが放送された。
2014年春からNHK総合テレビジョンでも『ダウントン・アビー 華麗なる英国貴族の館』（ダウントン・アビー かれいなるえいこくきぞくのやかた）として、2017年7月までに全シーズンが放送された。2015年夏からはAXNミステリーでも放送され、またHuluとNetflix(一時期のみ)で配信もされた。
- シーズン2のクリスマススペシャルは、スターチャンネルでは第9話として放送されたが、NHKでは第9話と第10話に分割されて放送された。
- シーズン3、4、5、6のクリスマススペシャルは、スターチャンネルとNHKでは分割されて放送された。

## 受容
服飾ブランドのラルフ・ローレンは、2012年秋冬コレクションのテーマに「ダウントン・スタイル」を掲げており、デザイナーはこのドラマからインスピレーションを受けたと語っている。

## 映画版
2018年7月13日、映画第1弾の製作が発表された。撮影は2018年の夏から始まり。
イギリスでは2019年9月13日に公開され、アメリカ合衆国では2019年9月20日に、日本では2020年1月10日に公開された。
脚本はジュリアン・フェロウズが担当し、ドラマシリーズの最終回の1年半後である1927年でのイギリス国王ジョージ5世とメアリー王妃夫妻のダウントン・アビー訪問を描く。
映画第2作目『ダウントン・アビー/新たなる時代へ』は、イギリスで2022年4月29日、アメリカ合衆国で同年5月20日に公開された。日本では同年9月30日に公開された。